# Наукове товариство імені Шевченка
Науко́ве товари́ство імені Шевче́нка (акронім: НТШ) — всесвітня українська академічна організація. Це багатопрофільна академія наук українського народу. Рушійна сила формування та розвитку української науки кінця XIX — першої половини XX ст. Пов‘язана з історією українського народництва 19-20 ст.
Утворене 23 грудня 1873 року у Львові, за фінансування меценатів з Наддніпрянщини, як Літературне товариство імені Т. Шевченка, у 1892 назву змінено на Наукове товариство ім. Т. Шевченка (своєрідна академія наук). Особливого розквіту досягло в період головування Михайла Грушевського (1897—1916). У 1920-30-х роках зазнавало переслідувань від польської влади, 1939 зліквідоване радянською владою; відновлене 1947 року в Західній Європі та Сполучених Штатах Америки, де стало знане як Shevchenko Scientific Society. З 1989 року організація знову діє на території України.
В українській історії перша суспільна установа, яка, сповідуючи Шевченкові ідеї служіння Україні, присвоїла собі його ім'я (початкова назва інституції — «Товариство ім. Шевченка»). Після першого етапу розвитку, пов'язаного з розбудовою видавничої літературної діяльності, Товариство за оновленим статутом, прийнятим у 1892, перетворюється на багатопрофільну академію наук — з пріоритетом до проблем українознавства.
Станом на грудень 2021 року НТШ-Україна нараховує 37 фахових Комісій, які у Львові мають 2300 членів. Крім того, в Україні працюють 17 осередків та Донецьке відділення НТШ — усього 900 осіб. НТШ має 183 дійсних члени та 12 — почесних.

## Створення та розквіт (1873—1940)

Олександр Кониський — ініціатор створення НТШ

Наукове товариство ім. Шевченка (НТШ) — перша українська національна академія наук, створена в 1873 у Львові за ідеєю подвижників відродження Сходу і Заходу України, на той час розшматованої двома чужинецькими імперіями: Росією та Австро-Угорщиною.

### Виникнення та літературний етап діяльності (1873—1892)
Об'єктивні передумови для виникнення Товариства в столиці Галичини створював стимульований Шевченковою духовною спадщиною поступ українського національного відродження за обставин заборон українського розвитку на теренах царської Росії (зокрема після Валуєвського циркуляру 1863) та ліберальнішого ставлення до українства в Австро-Угорській імперії.
Первісно НТШ виникло як Товариство імени Шевченка в 1873 році у Львові з ініціативи Олександра Кониського, відомого українського наддніпрянського письменника, Дмитра Пильчикова за фінансового сприяння Єлизавети Милорадович-Скоропадської. Однак статутно членами засновниками могли стати лише галичани, громадяни Австро-Угорщини. Статутними членами-засновниками стали:
- Юліян Романчук,
- Омелян Огоновський,
- Олександр Огоновський,
- Корнило Сушкевич,
- о. Степан Качала,
- Лонгин Лукашевич,
- Теофіл Барановський.

Першим головою Товариства обрали Корнила Сушкевича. Перші роки діяльности Товариства пройшли в умовах жорсткої конкуренції з галицькими москвофілами, оскільки його представники відстоювали ідею єдности галицьких і наддніпрянських українців та їхньої окремішности від поляків та росіян. Першим реалізованим завданням для Товариства було заснування власної друкарні, яка видавала книжки справжньою народною українською мовою на противагу до друкарні Ставропігійського інституту, що друкувала т. зв. «язичієм». За період від створення товариства до реорганізації його в наукове (1873–1892) видали лише більше 20-ти книг, видавали регулярні часописи «Правда» та «Зоря».

### Реорганізація у Наукове товариство (1892)
В умовах значного поширення українського просвітницького та культурного руху виникла потреба реорганізувати Товариство у наукову інституцію, що в майбутньому виконувала б функції Академії наук. Головним ініціатором такого перетворення виступив у 1890 році Олександр Барвінський за підтримки Олександра Кониського та Володимира Антоновича. На загальних зборах 13 березня 1892 року було прийнято новий статут, згідно з яким створено Наукове Товариство імени Шевченка (НТШ).
Було створено три секції НТШ, що визначали упродовж більшої частини його історії його структуру:
- Історично-філософська
- Філологічна
- Математично-природописно-лікарська.

Першим головою реорганізованого НТШ став Юліян Целевич (1892), однак його майже зразу замінив Олександр Барвінський (1893–1897). Налагоджено видавництво «Записок НТШ».

### Доба Грушевського (1897—1913)

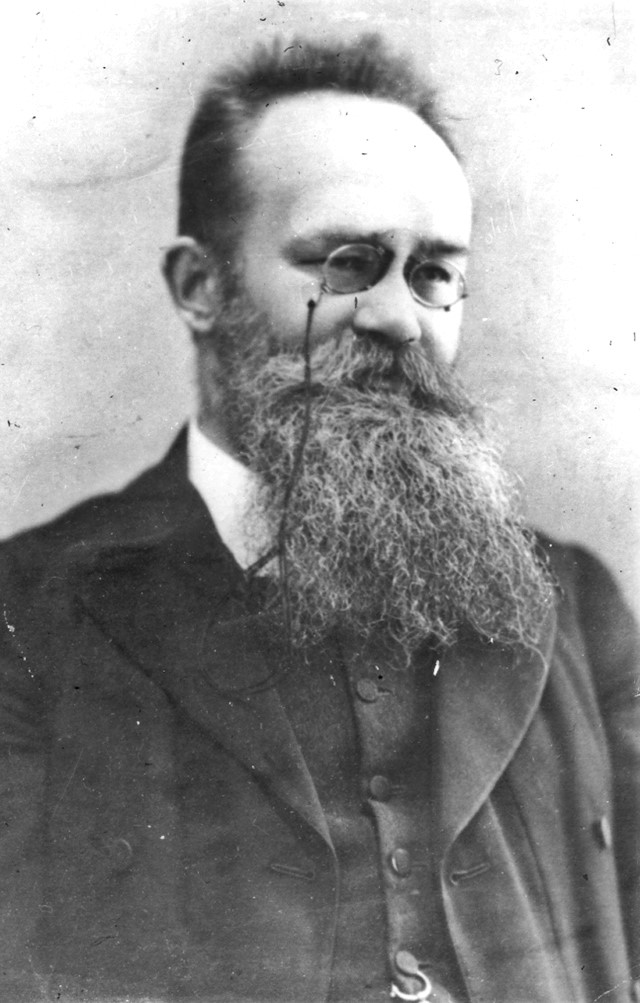
Михайло Грушевський

Особливий науковий та організаційний поступ здійснено під головуванням Михайла Грушевського. Найвидатніший у майбутньому український історик прибув до Львова у 1894 році за рекомендаціями Володимира Антоновича та обійняв посаду завідувача кафедри історії у Львівському університеті, стає членом НТШ. 1895 року Грушевський стає редактором «Записок НТШ», створює Археографічну комісію. 1897 року Грушевського обрано головою Наукового Товариства імені Шевченка, а також головою Історично-філософської секції НТШ.
Академічний статус Товариства закріплено запровадженням елітарного корпусу провідних вчених — дійсних членів НТШ, до якого крім видатних подвижників української науки приєднано велику когорту славетних вчених Європи. У цей період з'явилось ряд фундаментальних збірок та монографій, пов'язаних зі студіями української історії, словесності та етнографії (зокрема багатотомна «Історія України-Руси» Михайла Грушевського). Великого розмаху набрав випуск численних серійних і монографічних видань.
Інтелектуально-організаційне осердя НТШ в період тогочасного дуже плідного етапу діяльності Товариства, створювала «золота трійця» в особі Михайла Грушевського (голова Товариства, історик), Івана Франка (голова Філологічної секції) та Володимира Гнатюка (науковий секретар, наукові зацікавлення — фольклор і етнографія).
Значно розширена інфраструктура Товариства під керівництвом Грушевського.
У 1898 році Товариство купує будівлю у Львові на теп. вул. Винниченка, 26, де розбудовує друкарню та палітурню, у яких заходами Олександра Барвінського починають видавати підручники не лише для українських ґімназій, але й для початкових шкіл.
У 1904—1906 роках за кошти киянина Євгена Чикаленка та деяких дрібніших пожертв НТШ будує у Львові під Цитадельною горою на сучасній вулиці Коцюбинського Український академічний дім у стилі гуцульської сецесії (архітектори Т. Обмінський та Ф. Левицький). Будівля, відома також під назвою «Дім українських студентів», виконувала функцію гуртожитку для українських професорів, вчених та студентів, що приїжджали до міста на роботу чи навчання.
У 1912 році на кошти Василя Симиренка та австрійського уряду НТШ купує ще одну будівлю на сучасній вулиці Винниченка у Львові, сусідню до попередньої, де відкриває бібліотеку та музей.

### Міжвоєнна доба (1914—1939)
Перша світова війна радикально змінила долю НТШ. В часи нетривалої російської окупації Львова (1914-15) Товариство було закрите, знищені його колекції та друкарня, сильно пограбовано музей. Арештовано Михайла Грушевського, який до Львова та до діяльности в НТШ більше не повернувся. Також під час війни померли видатні діячі Товариства: Іван Франко, Володимир Шухевич, Володимир Охримович, ін. Фактично діяльність Товариства в роки війни призупинилася.
У 1918 році у Києві заходами гетьманського уряду Павла Скоропадського було створено Українську Академію Наук, кадровою основою для якої частково стали дійсні члени НТШ.
Також наступне післявоєнне відродження НТШ проходило в умовах польських репресій та економічної дискримінації. Проте Товариство продовжувало свою діяльність, виходили «Записки НТШ» та інші збірки. Набули значної ваги наукові напрямки, пов'язані зі стислими науками, формувалися нові музеї та природні заповідники. Вийшла друком перша Українська Загальна Енциклопедія. Набула особливого світового значення Бібліотека україніки НТШ.
У 1919 році Наукове Товариство ім. Шевченка відкриває Таємний український Університет та Таємну Політехніку, причиною чого стало закриття польською владою українських кафедр у Львівському університеті та заборона вступати до університету абітурієнтам української національності. Ректором Таємного університету став тодішній голова НТШ Василь Щурат. Рівень викладання в університеті був досить високим, про що свідчить той факт, що дипломи, видані Таємним університетом, визнавались деякими іншими європейськими університетами. Обидві установи проіснували до 1925 року, коли їх розігнала польська поліція.
1924 рік — німецький фізик- теоретик Макс Планк стає дійсним членом НТШ .1929 р. Володимир Кучер їде у відрядження в очолюваний Планком Інститут Товариства Кайзера Вілґельма в Берліні (у 1948 році це товариство було перейменоване на Товариство Макса Планка — Max-Planck-Gesellschaft zur F¨orderung der Wissenschaften). У відповідь на повідомлення про обрання дійсним членом Макс Планк пише листа, у якому, зокрема, засвідчує свою обізнаність не лише з діяльністю НТШ, але й з політичним становищем України у світі: «Я розцінюю це обрання як особливу відзнаку i… з гордістю буду почувати себе надалі членом цієї поважної організації. . . . Хочу принагідно висловити мої щирі побажання подальшого розвитку i процвітання Вашого товариства з нагоди 50-ліття утворення. Ви ж знаєте, що у нас в Німеччині саме українська культура викликає пожвавлене зацікавлення, а Ваші політичні змагання користуються постійною симпатією…».
Товариство взаємодіяло із закордонними українським установами, зокрема з Українським вільним університетом у Празі та Всеукраїнською Академією Наук у Києві. 1927 року у Харкові на спільній науковій конференції представники філологічних секцій НТШ та ВУАН затвердили перший єдиний український правопис (згодом т. зв. «харківський правопис» або скрипниківка), затверджений обома установами. 1933 року більшовицька влада заборонила на території УРСР використання «скрипниківки» як націоналістичного правопису, та увела поспіхом розроблений правопис, що сильно наближав українську граматику до російської. Тим правописом Україна користується й досі, натомість харківський правопис використовується лише в діаспорі.
В 1940 р. після приходу у Львів більшовиків Товариство було розгромлене, його музеї та колекції розчленовані між різними установами, окремі діячі репресовані та навіть фізично знищені (Р. Зубик, К. Студинський, П. Франко, В. Старосольський).

### Видавнича справа

Обкладинка одного з перших видань «Записок НТШ» 1894 р. під редакцією О. Барвінського

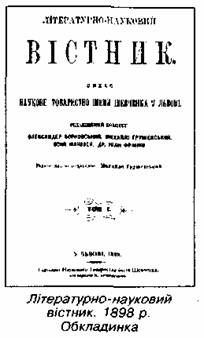
Обкладинка першого видання Літературно-Наукового Вістника 1898 року

Обкладинка «Жерел до історії України-Руси» 1901 р.

Усвідомлюючи особливу відповідальність за поширення українського друкованого слова (яке було заборонене в підросійській Україні) Товариство з самого початку свого існування розпочало видавати на власній поліграфічній базі книги українського письменства. Слід вважати особливою роль Товариства у становленні чільних загальнонаціональних часописів: щоденної газети «Діло» (з 1880 р.), двотижневика «Зоря» (1885–1897) та «Літературно-наукового вістника» (1898–1913).
Головним серійним виданням НТШ за усіх періодів його існування стали «Записки НТШ» (ЗНТШ) засновані у 1892 р., до розбудови яких особливо приклався Михайло Грушевський (під редакцією М. Грушевського вийшло 107 томів ЗНТШ).
Крім ЗНТШ також розпочато цілий ряд інших серійних видань. 1895 року започатковано серійну збірку «Жерела до історії України-Руси» (усього 22 томи), «Пам'ятки українсько-руської мови і літератури» (8 томів), «Етнографічний збірник» (40 томів), «Матеріали до українсько-руської етнології» (22 томи), «Студії з поля суспільних наук та статистики», «Часопись Правнича і Економічна». Крім того виходили «Збірник Історично-філософської секції», «Збірник Філологічної секції») та інші серійні видання. В 1897 р. вперше в історії українського народу з'явилося україномовне серійне видання в галузі природничих та технічних наук — «Збірник Математично-природописно-лікарської секції», а також далі окремо «Лікарський збірник». У цих виданнях провідні діячі НТШ закладали основи української наукової, медичної і технічної термінології.
Під редакцією Володимира Гнатюка, наукового секретаря НТШ, з 1900 р. почав виходити інформаційний квартальник про діяльність Товариства «Хроніка НТШ», одночасно українською та німецькою мовами. До популяризації українських письменників до Першої світової війни особливо причинилося книгозбірня НТШ в рамках «Українсько-руської бібліотеки».
Серед перших монографічних праць діячів Товариства слід назвати «Studien aus dem Gebiete Ruthenisher Sprache» Омеляна Огоновського, «Тарас Шевченко-Грушівський, хроніка його життя», Олександра Кониського, у двох томах. Головною фундаментальною монографічною працею створеною в НТШ слід вважати «Історію України-Руси» Михайла Грушевського — 8 томів, що з'являлись упродовж його діяльності в НТШ. Серед численних монографічних студій діячів Товариства, що були опубліковані вперше в збірках НТШ, слід назвати серію праць Івана Франка, Володимира Гнатюка, п'ятитомник В. Шухевича «Гуцульщина».
Наслідком спільної праці подвижників НТШ стала перша «Українська Загальна Енциклопедія» під редакцією І. Раковського «Велика історія України» та «Історія Українського Війська» з видавництва І. Тиктора. В 1937 р. серед численних праць Географічної комісії НТШ вийшов «Атлас України та суміжних країн» під редакцією Володимира Кубійовича. У 30-х роках напередодні нової світової війни зросла функція НТШ, як видавця часописів культурологічного спрямування. Серед них «Українська книга» (з 1937 р.), «Українська музика» (з 1939 р.) журнал «Сьогочасне і минуле» (1939 р.).
Загальний видавничий доробок НТШ станом на вересень 1939 становив майже 1200 томів збірок, монографій, часописів тощо. Про науковий рівень праць НТШ як академічного центру української славістики засвідчував широкий обмін виданнями з науковими установами і бібліотеками на усіх п'яти континентах. Так наприклад у 1909 р. такий обмін здійснився з 244 установами в 28 країнах світу (зокрема з 22 центрами в США).
Єдиною у своєму роді світовою скарбницею української культури стала бібліотека НТШ. Станом на 1939 р. вона налічувала 350 тис. одиниць (книг, часописів, стародруків, рукописів — в тому числі унікальних збірок української періодики XIX ст.). На цей час в складі НТШ сформовано п'ять паритетних музейних збірок (археологічна, етнографічна, мистецька, природнича, також окремо музей воєнно-історичних пам'яток).

#### Наукові здобутки НТШ як загальнонаціональний фактор
Якщо подивитися на здобутки НТШ узагальнено, то насамперед треба ствердити, що Товариство, численні покоління його діячів, у своїх працях розбудували систему українознавчих знань у сфері історії, мови, літературознавства, етнографії, фольклористики, географії, антропології та інших дисциплін, зафіксували й науково опрацювали безцінну багатовікову спадщину українського народу в контексті плюралістичного слов'янознавства як проблеми окремого народу. Ще в 1880-х роках Омелян Огоновський, а далі й Степан Смаль-Стоцький, у мовознавчих працях Товариства науково довели окремішність української мови в середовищі рівноправних слов'янських мов та безпідставність тверджень імперських мовознавців про діалектний рівень нашої мови. Михайло Грушевський, довголітній голова НТШ, у своїх історичних студіях, зокрема, у схемі руської історії, науково арґументував окремішність українського історичного процесу, його пряму спадкоємність від Київської княжої держави. Ці праці були об'єктом шаленої нагінки і спротиву, як з боку імперських російських істориків, так і пізніше з боку більшовиків, що з позицій імперського екстремізму, замаскованого під радянську інтернаціональну ідеологію, відмовляли українцям у праві на власний національний і державний розвиток. Унаслідок титанічної праці в НТШ великої когорти етнографів, фольклористів та географів (Володимир Гнатюк, Філарет Колесса, Хведір Вовк, Стефан Рудницький, Володимир Кубійович та інші) була показана етнічна соборність українських земель, яка витримала випробування століть, попри нашу хронічну бездержавність та вікове розчленування українських земель під різними окупаціями; були встановлені і демографічно описані етнічні обшири українських земель.
НТШ ще з кінця XIX століття послідовно впроваджувало українську мову в наукові праці не тільки з питань українознавства, а й стислих наук, було промотором формування наукової термінології та української наукової мови. Вчені НТШ здійснили особливий внесок у вироблення єдиних правописних норм української мови. НТШ співавтор першого загальноукраїнського правопису. Діяльність Товариства з перших років праці мала чітко окреслене націотворче та націозахисне спрямування. Скеровані на Схід друковані видання Товариства створювали ефективну протидію заборонам валуєвського і емського циркулярів, діячі НТШ від імені усієї інтелектуальної України представляли українство на міжнародних конгресах, а також на підросійських археологічних з'їздах, на ювілеї Івана Котляревського тощо. Наукові середовища НТШ, його чільні діячі чинили постійний тиск на польські шовіністичні кола з метою утвердження української присутності в університеті, вони очолювали змагання за український університет у Галичині. Діячі НТШ відіграли провідну роль в діяльності Таємного українського університету та в обороні українського шкільництва.
У час, коли більшовицьке правління над Східною Україною увійшло в стадію сталінської диктатури, НТШ у Львові залишалося єдиною загальноукраїнською академічною науковою установою, що представляло вільну наукову думку на українських землях, а також протидіяла процесам політичного та культурологічного етноциду в УРСР. Зібрані під егідою НТШ фонди стародруків, рукописів, часописів, книг, колекції українських старожитностей та фольклорної спадщини становлять золотий фонд україніки, мають особливий пріоритетний характер, оскільки є в переважній більшості хронологічно першими національними збірками, їхня унікальність та загальнонаціональне значення зумовлене ще й тим, що подібні збірки були відсутні на Сході України, або були знищені войовничим російським більшовизмом і внаслідок воєнного лихоліття впродовж 1930-х і 1940-х років.

### Особистості

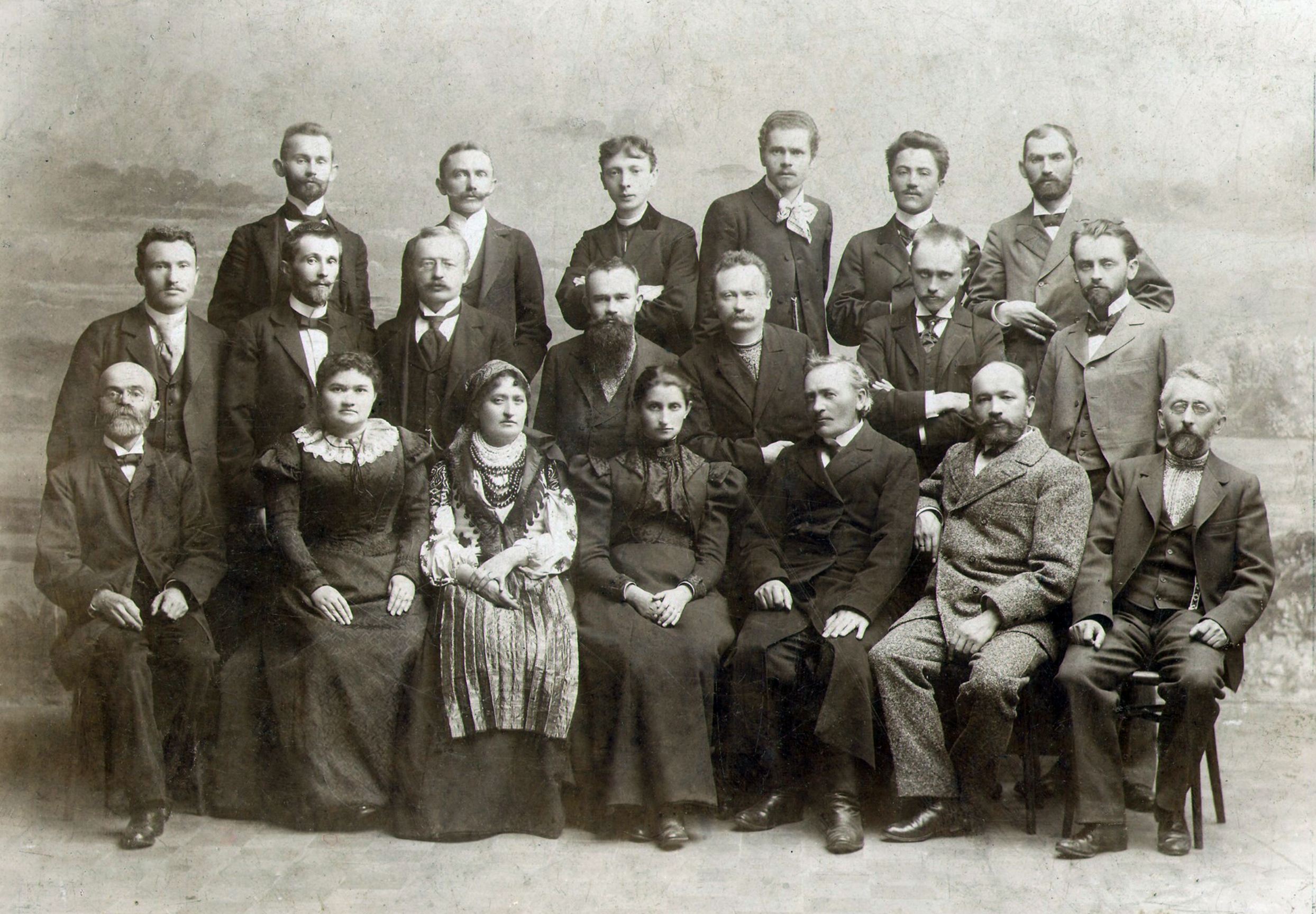
Діячі НТШ та інша інтелігенціяу 1898 р: Сидять у першому ряду: Михайло Павлик, Євгенія Ярошинська, Наталія Кобринська, Ольга Кобилянська, Сильвестр Лепкий, Андрій Чайковський, Кость Паньківський. Стоять у другому ряду: Іван Копач, Володимир Гнатюк, Осип Маковей, Михайло Грушевський, Іван Франко, Олександр Колесса, Богдан Лепкий. Стоять у третьому ряду: Іван Петрушевич, Філарет Колесса, Йосип Кишакевич, Іван Труш, Денис Лукіянович, Микола Івасюк.

#### Голови НТШ
- Корнило Сушкевич (1873—1885)
- Сидір Громницький (1885—1887, 1889—1891)
- Дем'ян Гладилович (1887—1889, 1891—1892)
- Юліан Целевич (1892—1893)
- Олександр Барвінський (1893—1897)
- Михайло Грушевський (1897—1913)
- Степан Томашівський (1913—1918)
- Василь Щурат (1919—1923)
- Кирило Студинський (1923—1932)
- Володимир Левицький (1932—1935)
- Іван Раковський (1935—1940)

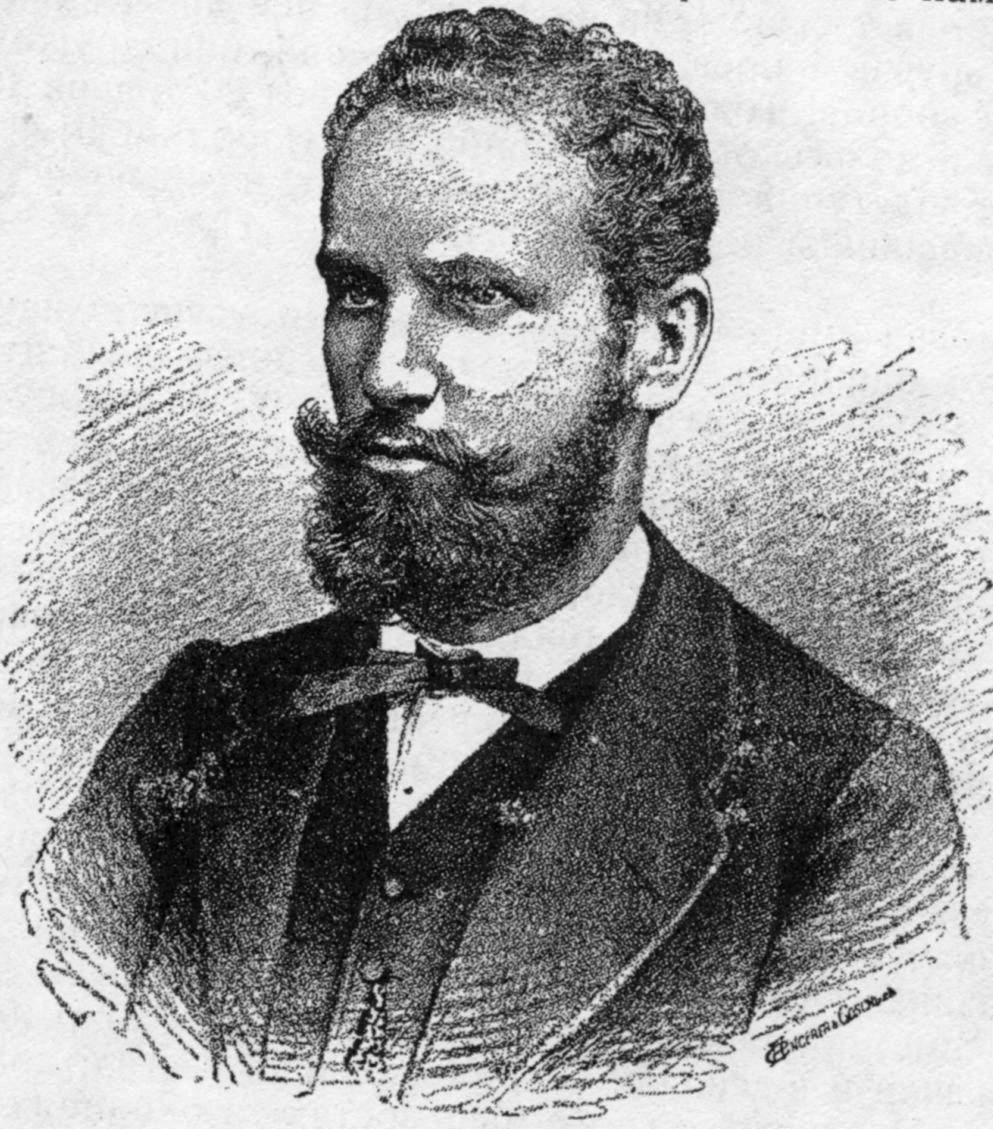
Корнило Сушкевич
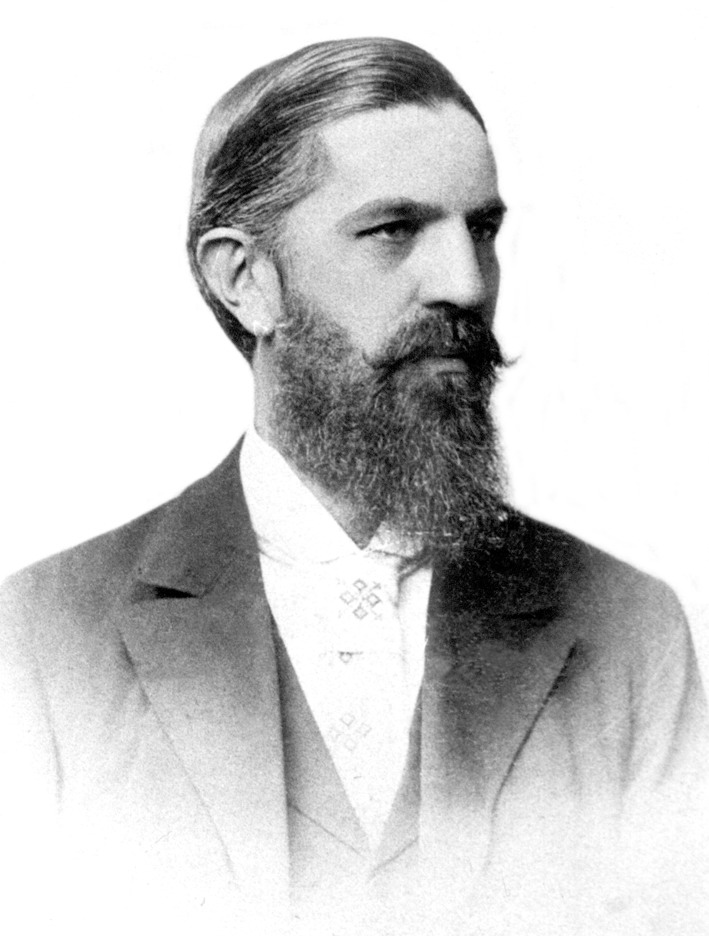
Олександр Барвінський
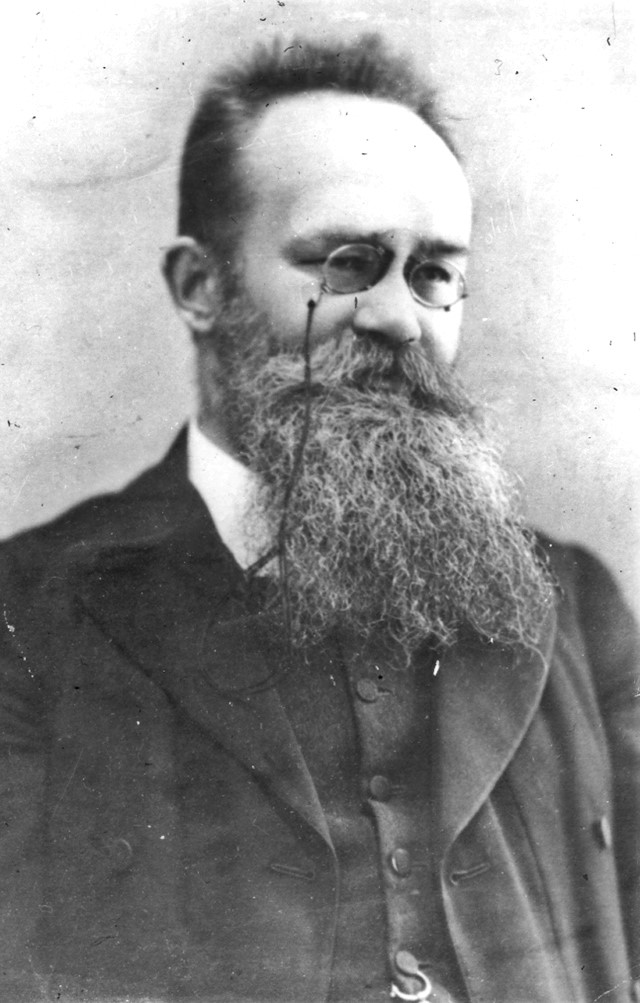
Михайло Грушевський
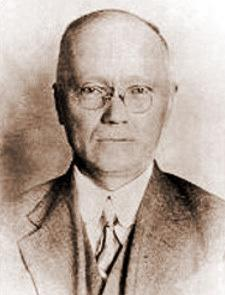
Степан Томашівський
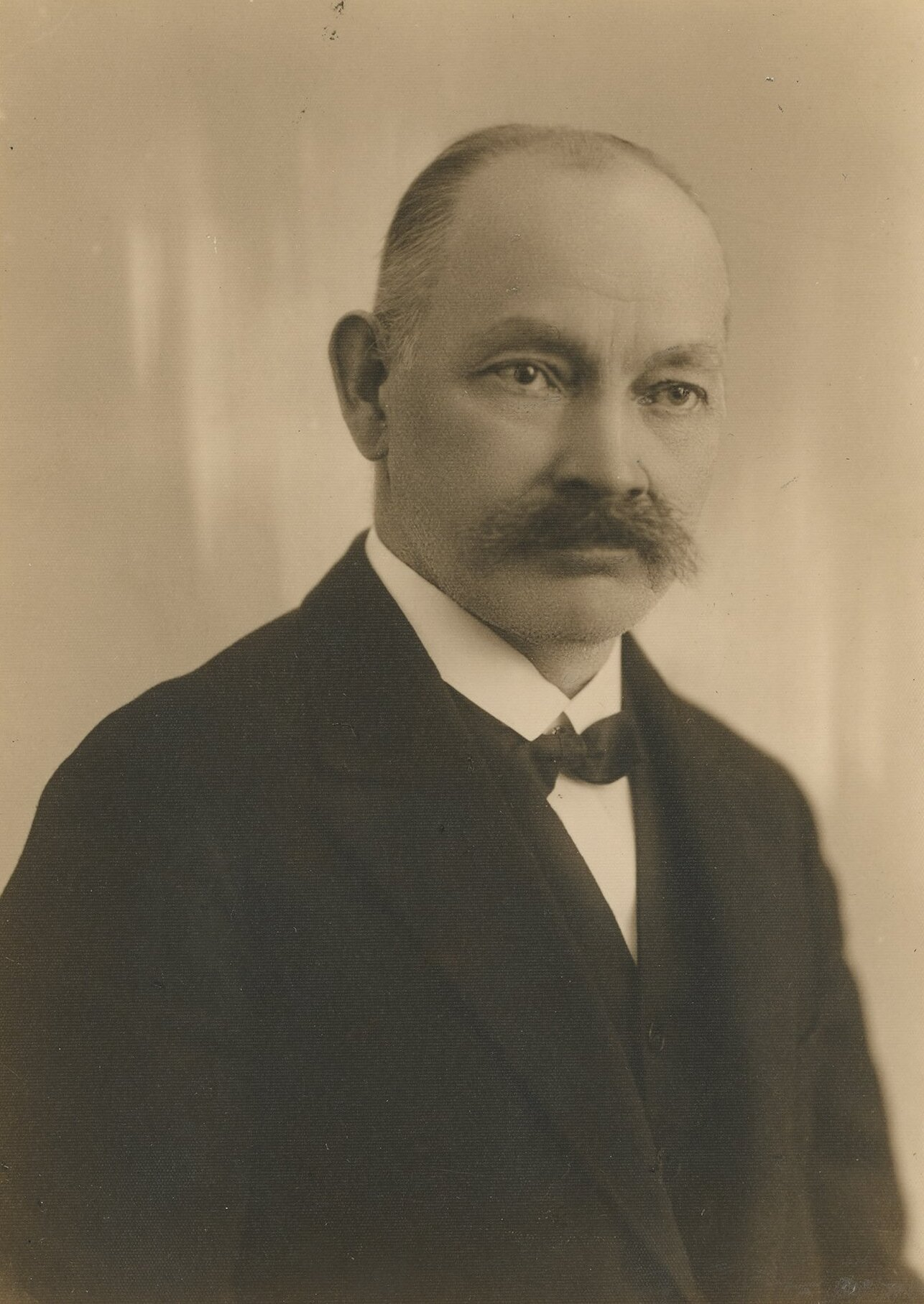
Василь Щурат
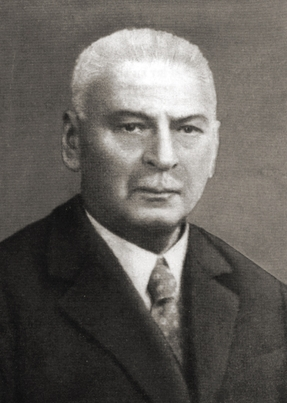
Кирило Студинський
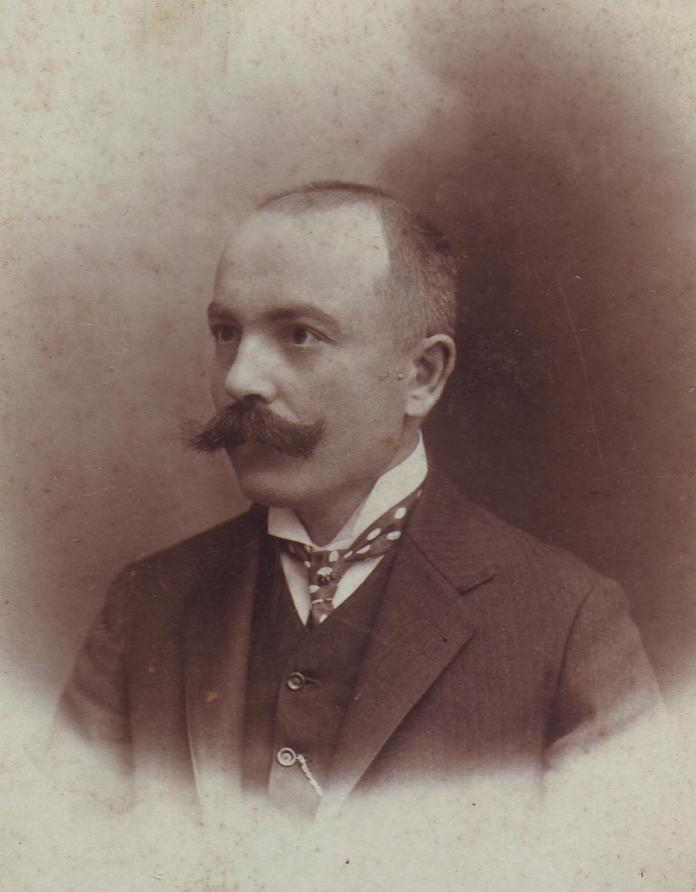
Володимир Левицький

#### Фундатори та меценати
Поза всяким сумнівом, Наукове товариство ім. Шевченка виникло і розвивалось як соборне явище Сходу і Заходу України. Ініціативу його створення на підавстрійських теренах в Галичині пов'язують насамперед з іменами історика Володимира Антоновича і письменника Олександра Кониського, хоча статутно членами засновниками могли стати лише галичани. Серед останніх чільне місце належить Корнилу Сушкевичу (перший голова Товариства), о. Степанові Качалі, Омеляну Огоновському, Юліянові Романчукові.
Чільні діячі Товариства на першому етапі його діяльності: Корнило Сушкевич, Омелян Огоновський, Сидор Громницький, Олександр Барвінський. Останній, разом з Юліяном Целевичем, ініціював трансформацію Товариства в наукову академію. На цьому наступному етапі діяльності НТШ виплекало і згуртувало цілу плеяду вчених, що створили фундамент сучасного українознавства.
Меценатами Товариства (насамперед його друкарні) стали придніпрянці Дмитро Пильчиков, Єлизавета Милорадович-Скоропадська, Михайло Жученко. Найвизначнішими фундаторами будівель Товариства були Василь Симиренко, Павло Пелехін, Євген Чикаленко, Теофіл Дембіцький.

Єлизавета із Скоропадських Милорадович
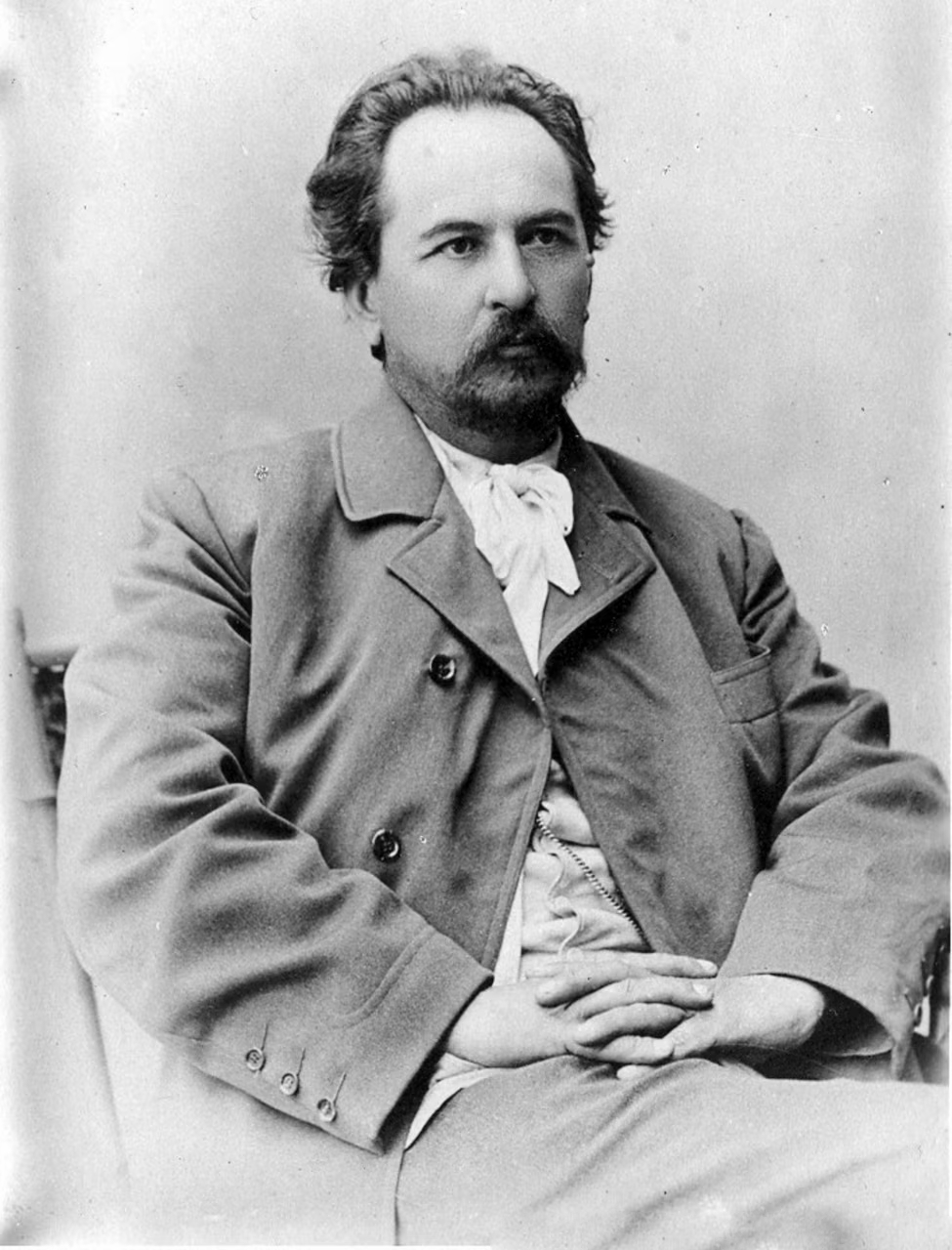
Євген Чикаленко
Василь Симиренко

#### Історично-філософська секція
Першими дійсними членами в історично-філософській секції були: В. Антонович, М. Грушевський, Ф. Вовк, С. Дністрянський, К. Левицький, М. Зобків, В. Охримович, П. Стебельський, О. Терлецький, Я. Шульгин. В рамках секції під проводом Михайла Грушевського виросла значна історична школа. Це насамперед Степан Томашівський, Іван Джиджора, Іван Крип'якевич, Мирон Кордуба.
До когорти вчених-правників та суспільників належали Кость Левицький, Володимир Охримович, Володимир Старосольський, Станіслав Дністрянський, Михайло Лозинський, Василь Панейко.
Першим директором секції став Анатоль Вахнянин, якого згодом замінив Михайло Грушевський. Заступником став Кость Левицький, секретарем — Степан Томашівський.

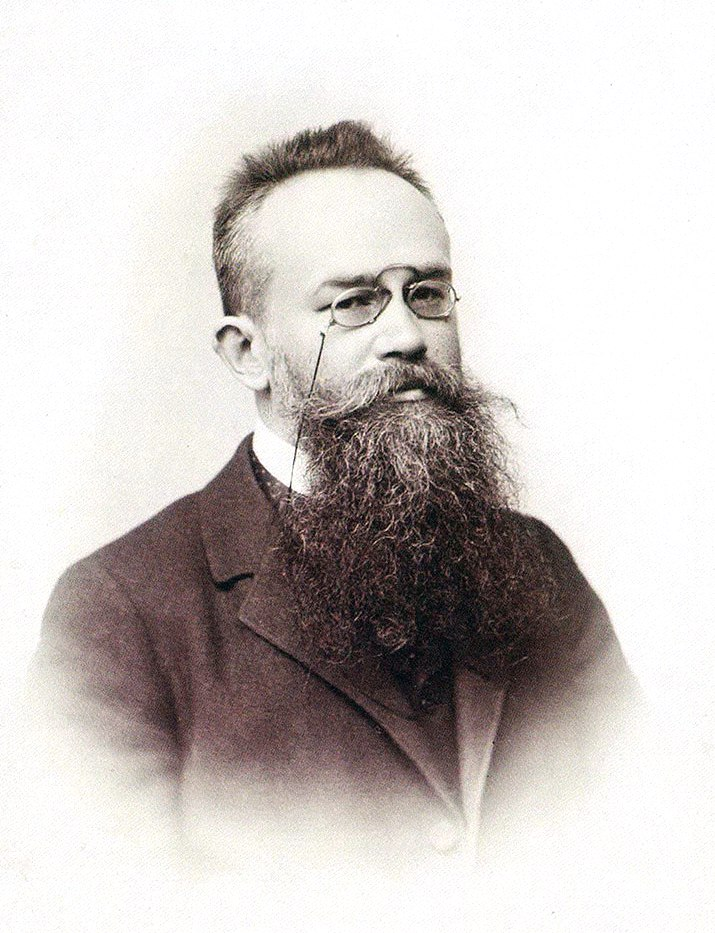
Михайло Грушевський
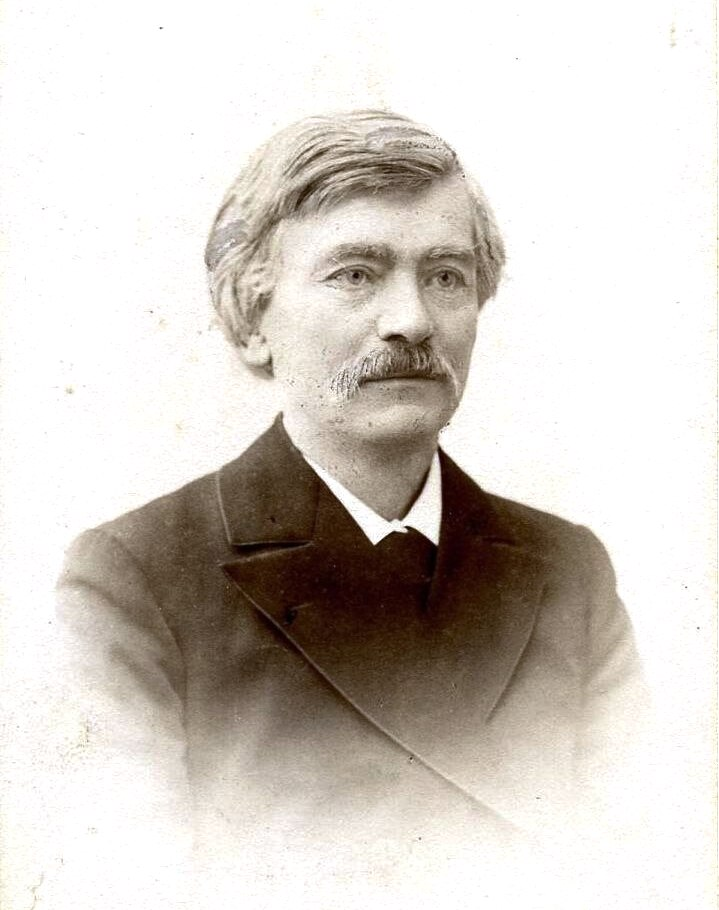
Володимир Антонович
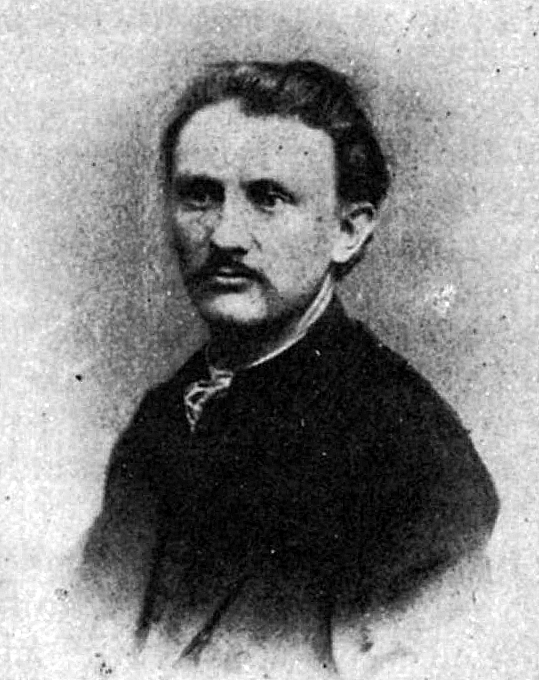
Анатоль Вахнянин
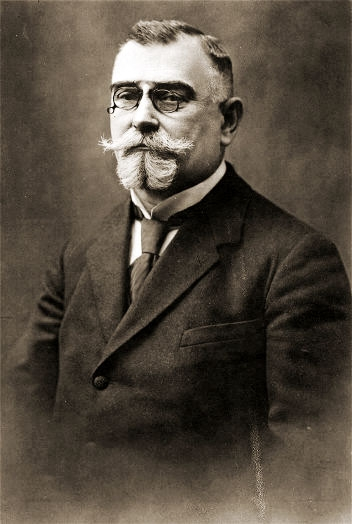
Кость Левицький
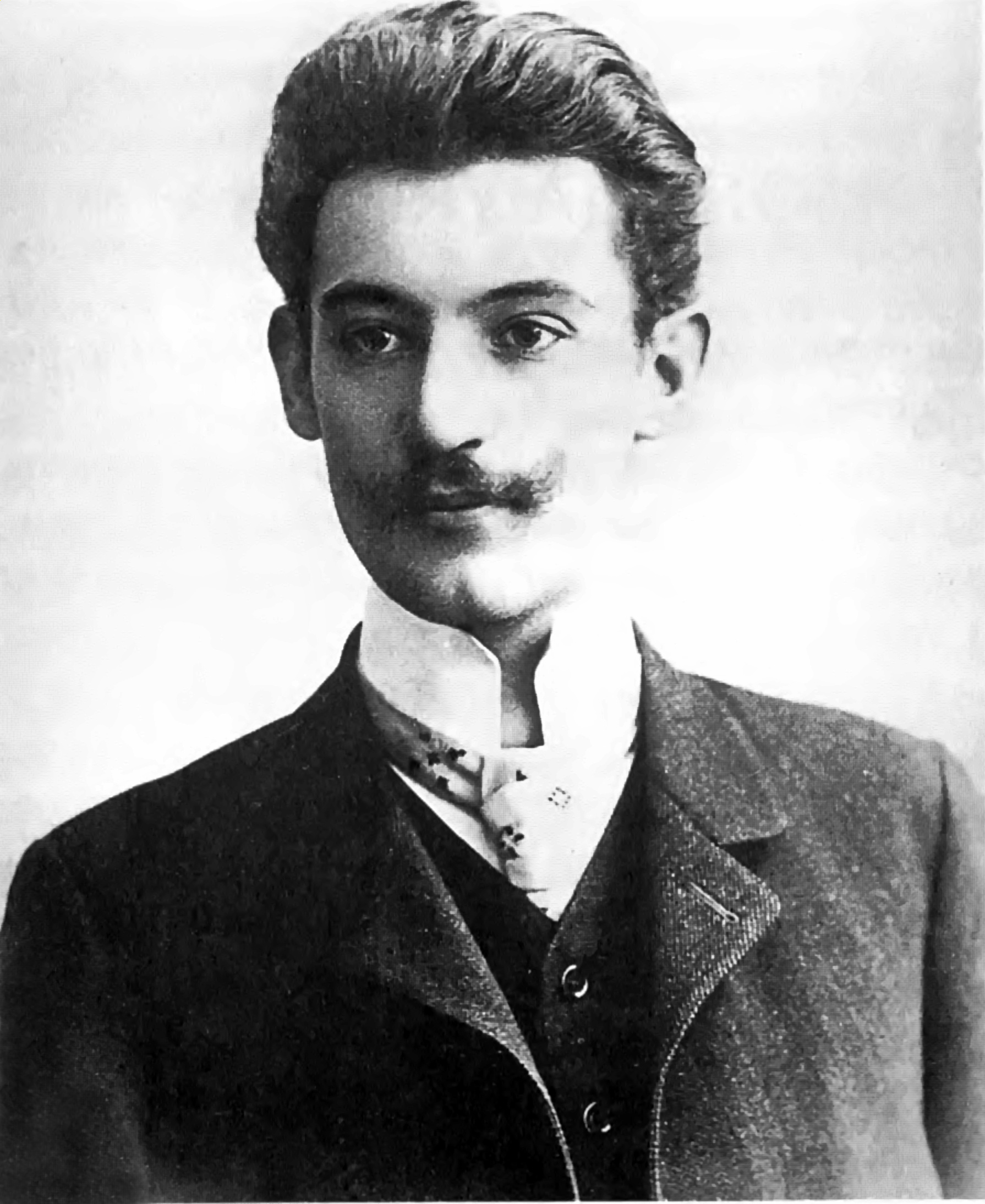
Володимир Старосольський
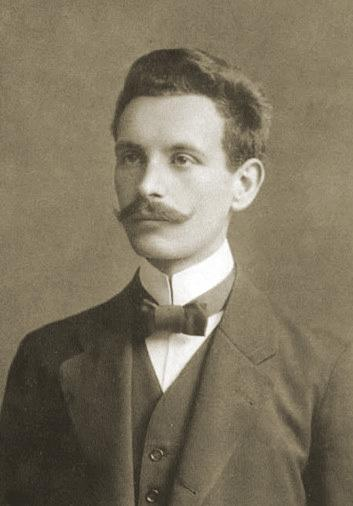
Іван Крип'якевич

#### Філологічна секція
Найвидатнішими представниками цієї секції були: І. Франко, О. Кониський, О. Барвінський, Володимир Шухевич, Іларіон Свєнціцький, В. Гнатюк, О. Огоновський, Ф. Колесса, О. Колесса, К. Студинський, І. Кокорудз, Степан Смаль-Стоцький, Сергій Єфремов, Василь Щурат, Євген Тимченко, Михайло Возняк, Іван Зілинський та ін.
Директори: Омелян Огоновський (1892–1894), Іван Верхратський, згодом до смерті Іван Франко.

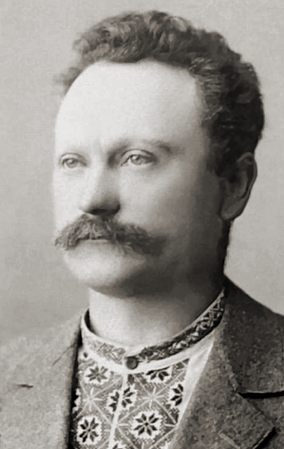
Іван Франко
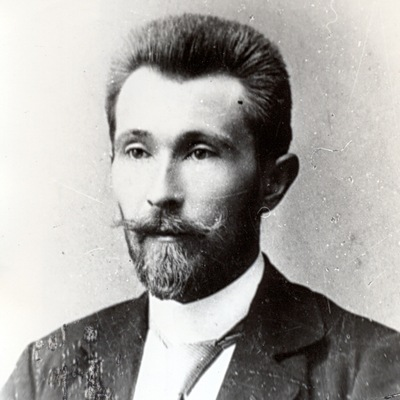
Володимир Гнатюк
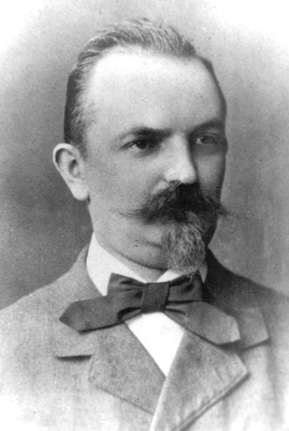
Іван Верхратський
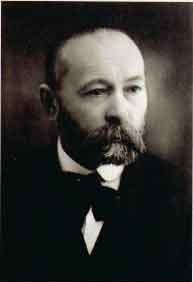
Іларіон Свєнціцький
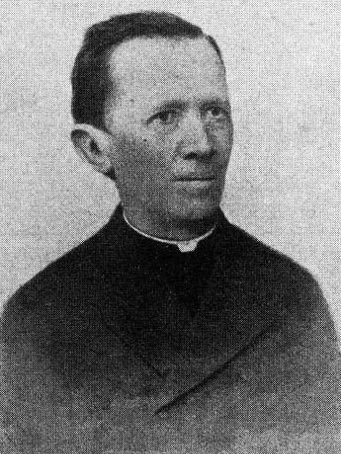
Омелян Огоновський
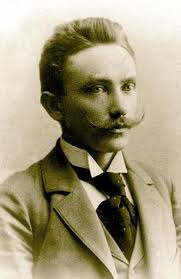
Філарет Колесса

#### Математично-природописно-лікарська секція
Особливо цікавим був розвиток третьої секції, що охоплювала широкий спектр стислих наук, починаючи від математики до медицини і в рамках якої вперше, в нашій історії почато генерування україномовного наукового продукту в сфері стислих наук. Тут яскраво виділяються імена математиків Володимира Левицького, Мирона Зарицького, природодослідників Івана Верхратського, Івана Раковського та Миколи Мельника, славетного електротехніка Івана Пулюя, світової слави біохіміка і водночас парламентського діяча Івана Горбачевського, лікарів Євгена Озаркевича, Тита-Євгена Бурачинського.

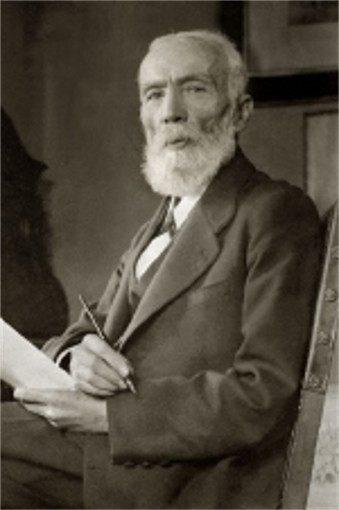
Іван Пулюй
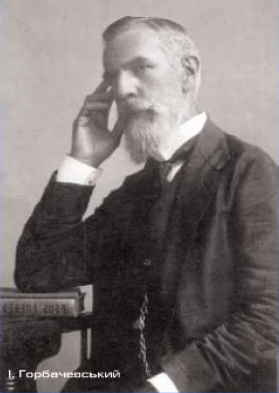
Іван Горбачевський
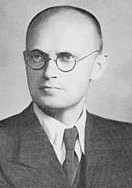
Володимир Кубійович
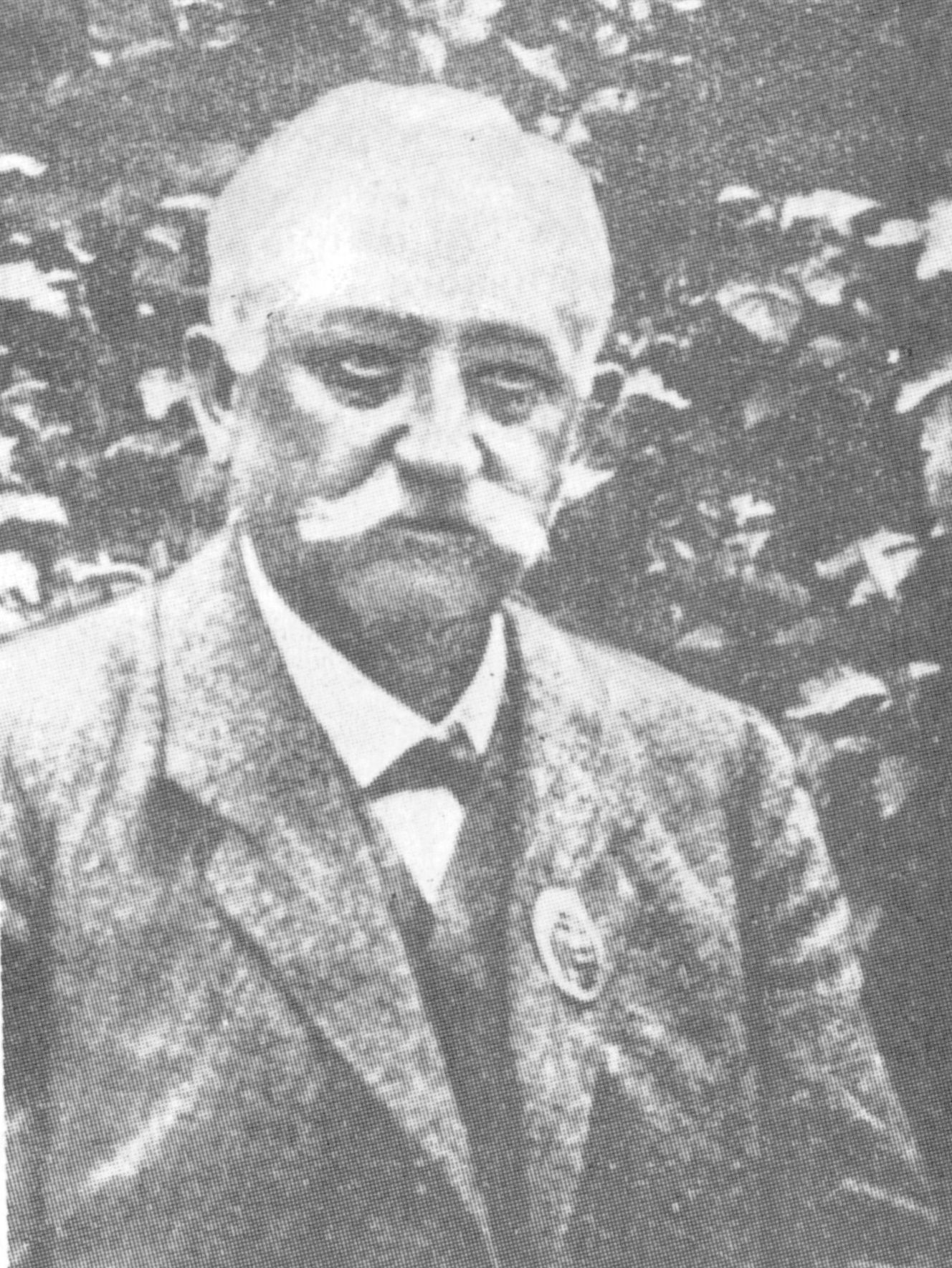
Євген Озаркевич
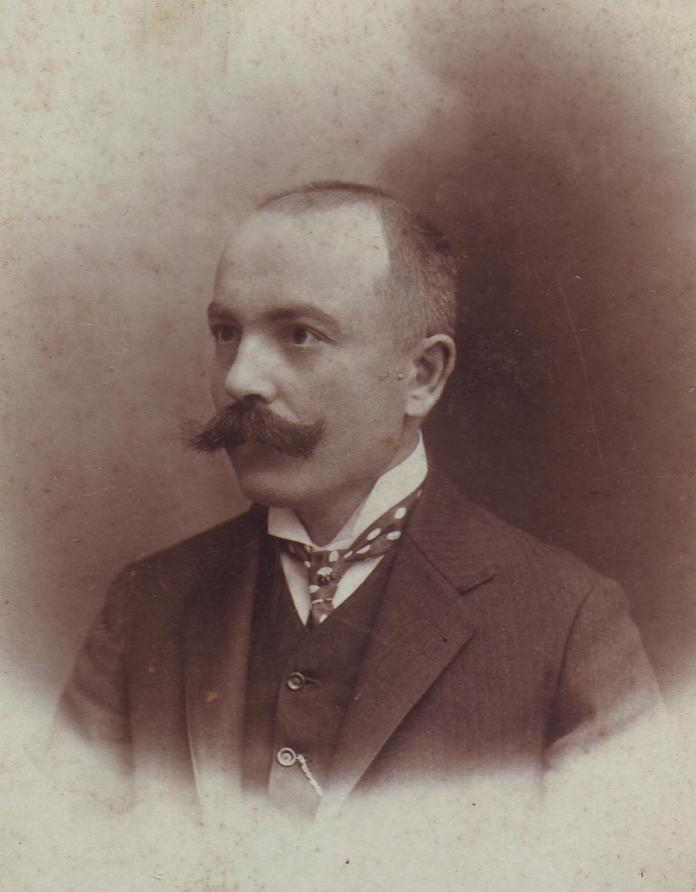
Володимир Левицький
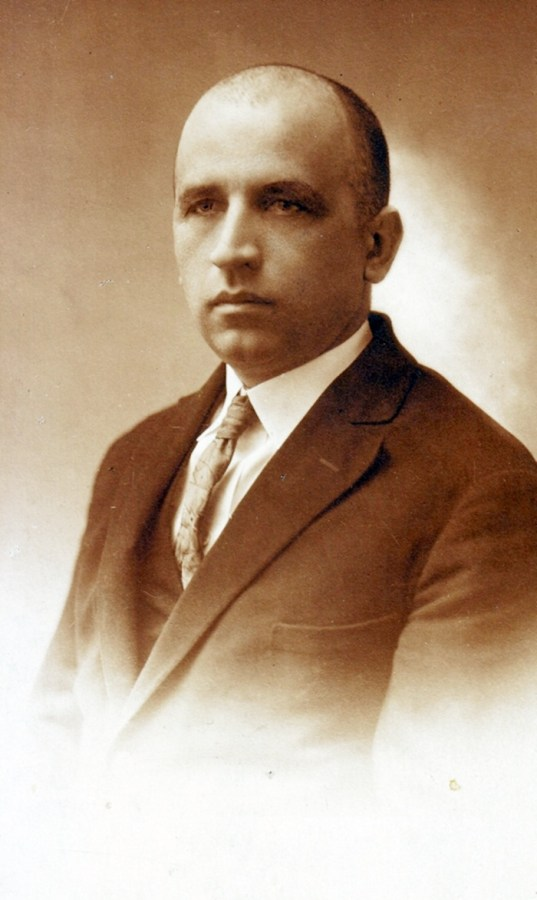
Мирон Зарицький

Попри складні політичні та економічні обставини польської окупації у міжвоєнний період, діяльність НТШ успішно розвивали історики Іван Крип'якевич, Мирон Кордуба, філологи Василь Сімович, Михайло Возняк, Кирило Студинський, Василь Щурат. Появилися видатні особистості в нових напрямках стислих наук: Іван Фещенко-Чопівський(металургія), Володимир Кучер, Олександр Смакула, Зенон Храпливий, Остап Стасів (фізика). На новий рівень вийшла географічні студії під проводом Володимира Кубійовича. Засновником модерної енциклопедичної справи слід вважати проф. Івана Раковського.

#### Іноземні члени
Світовий рівень діяльності НТШ підтверджує участь його делегатів у міжнародних конференціях (Прага, Париж, Варна, Софія, Санкт-Петербург), а також численні іноземні дійсні члени НТШ. Серед них Альберт Ейнштейн, Александер Брюкнер, Ян Бодуен де Куртене, Давид Гільберт, Альфред Єнсен, Раймунд Кайндль, Фелікс Кляйн, Андре Мазон, Томаш Масарик, Любор Нідерле, Макс Планк, Олексій Шахматов, Ватрослав Ягич та інші.

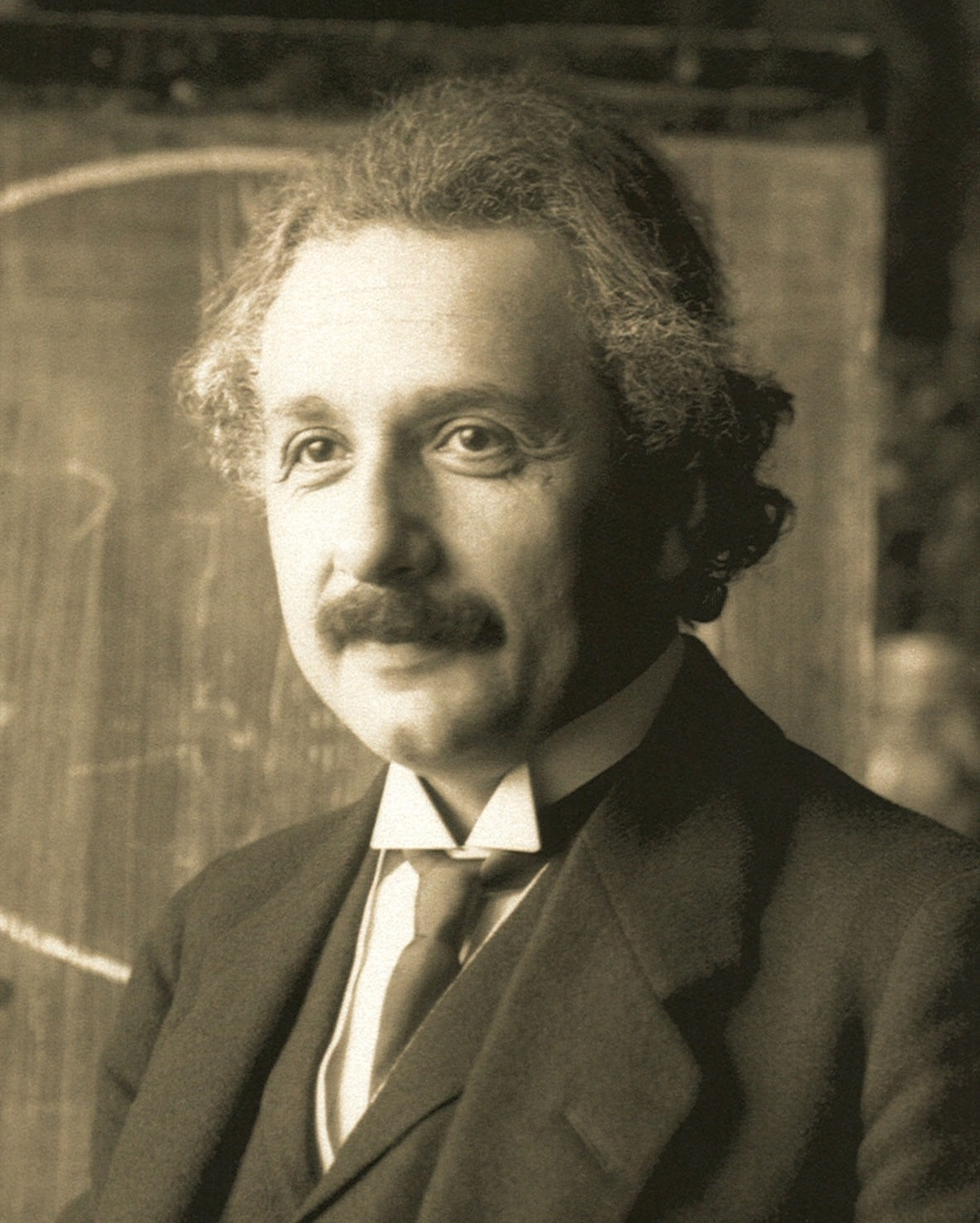
Альберт Ейнштейн
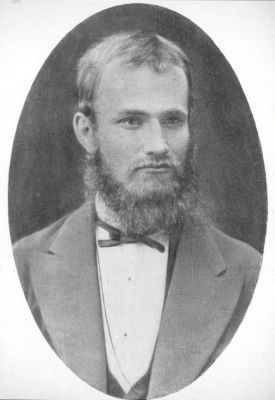
Ян Бодуен де Куртене
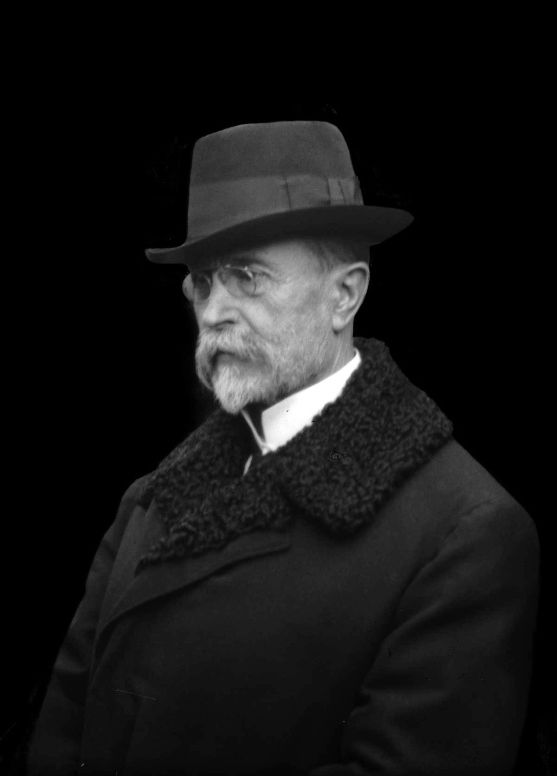
Томаш Масарик
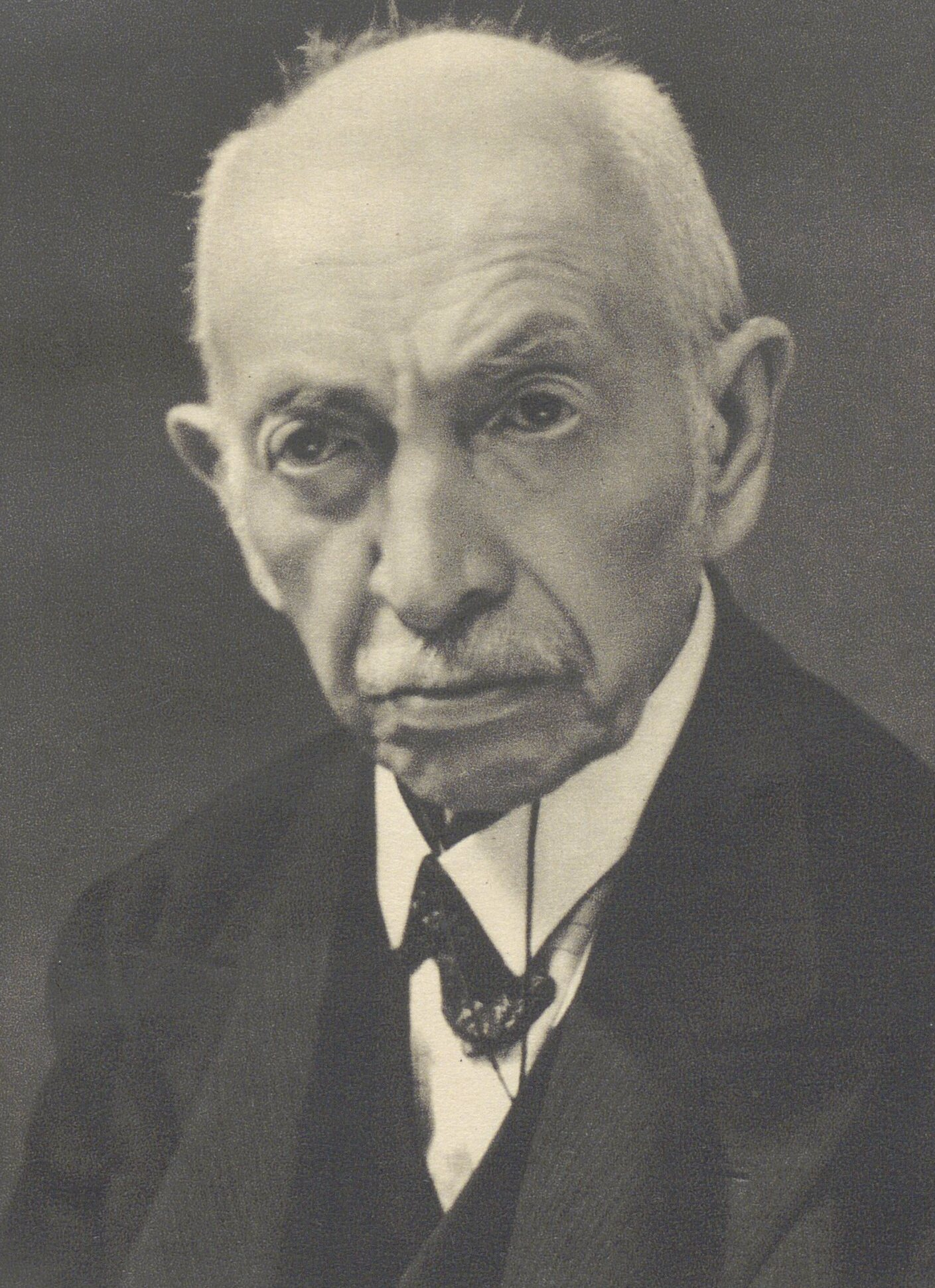
Александр Брюкнер
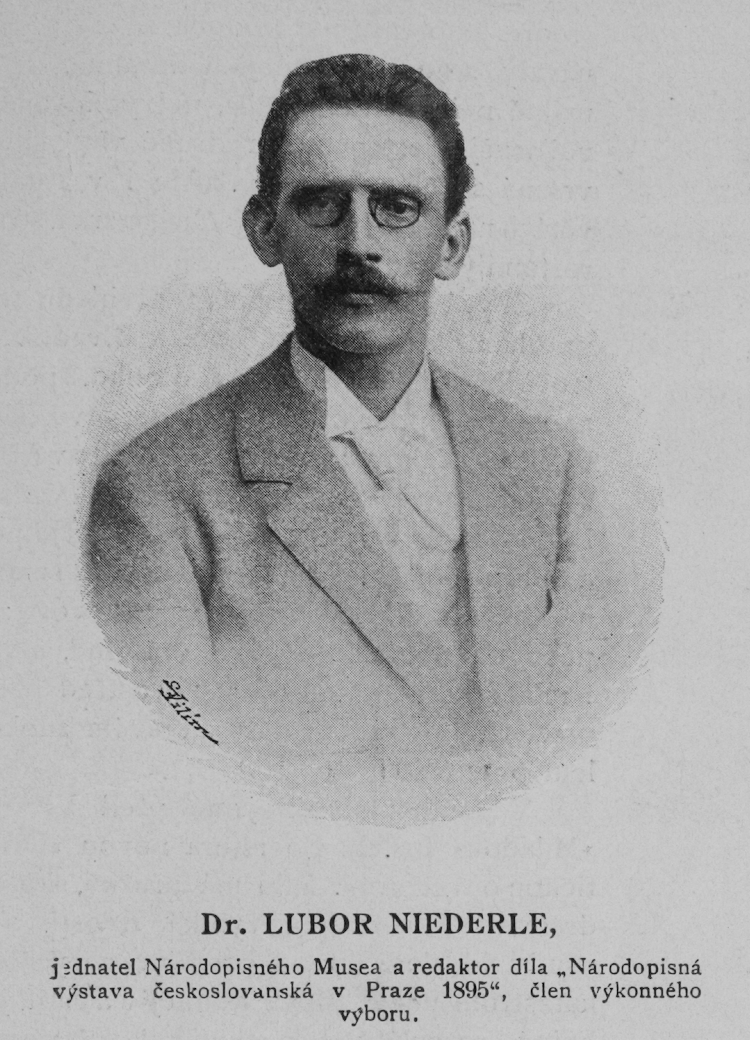
Любор Нідерле
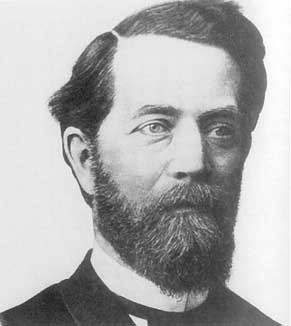
Фелікс Кляйн

#### Друкарня НТШ
Головою друкарні НТШ протягом 1881—1911 років був Беднарський Карло.

## За межами України (1947—1989)
Досвід більшовицьких репресій 30-40-их років супроти національної орієнтованої інтелігенції спонукав численне членство НТШ до еміграції наприкінці Другої світової війни, внаслідок чого значна переважна кількість дійсних членів НТШ опинилося на Заході в таборах переміщених осіб. Саме тут в Західній Німеччині у м. Берхтесґадені 30 червня 1947 р. рішенням загальних зборів членів НТШ в еміграції під головуванням В. Кубійовича та І. Раковського було відновлено діяльність Товариства. Згодом було створено центри НТШ у США, Канаді та Австралії.

### США
Наймасштабнішою слід визнати діяспорну діяльність Товариства у США з головним центром у Нью-Йорку, де у власному будинку розміщені канцелярія, бібліотека, архіви і конференційна база Товариства. НТШ в Америці (НТШ-А) підхопило наукову і видавничу естафету матірного НТШ, і достойно репрезентувало вільну наукову думку і державницькі аспірації українців упродовж 50-літньої повоєнної епохи більшовицької неволі в Україні. НТШ-А в діаспорі зберегло структуру членства за секціями. Воно додало до скарбниці українознавства понад 50 томів Записок НТШ. Значним є доробок у рамках «Бібліотека українознавства», здобули велику популярність десятки томів «Українського Архіву» з краєзнавчо-мемуарними матеріалами про західноукраїнські регіони. В системі Товариства самовіддано працювали Микола Чубатий, Роман Смаль-Стоцький, Матвій Стахів, Григор Лужницький, Василь Лев, Осип Андрушків, Роман Осінчук, Ярослав Падох, Василь Ленцик, Леонід Рудницький та інші. Важливим новим дослідно-видавничим проєктом НТШ А є «Енциклопедія Української Діяспори», який здійснюється під редакцією проф. Василя Маркуся. Враховуючи територіальну розпорошеність подвижників праці НТШ на теренах США утворені осередки НТШ в Чикаго, Філядельфії, Вашингтоні, Детройті, Клівленді, Пітсбургу. Одним із чільних конференційних проєктів НТШ-А є щорічні Шевченкознавчі конференції, яких проведено вже 23. Під сучасну пору НТШ-А (голова Л. Онишкевич) системно здійснює акції, пов'язані з підтримкою в Україні стратегічних видавничих проєктів в сфері об'єктивного українознавства.

#### Голови Наукового товариства ім. Шевченка в США
- Микола Чубатий (1947—1952)
- Роман Смаль-Стоцький (1952—1969)
- Матвій Стахів (1969—1974)
- Осип Андрушків (1974—1977)
- Ярослав Падох (1977—1990)
- Леонід Рудницький (1990—2000)
- Лариса Онишкевич-Залеська (2000—2006)
- Орест Попович (2006—2012)
- Григорій Грабович (з травня 2012)
- Галина Гринь (з літа 2018 р.)[3]

### Канада
Центром Наукового товариства ім. Шевченка в Канаді (НТШ-К) є Торонто. З часу свого заснування (1949) НТШ-К веде суттєву конференційну діяльність, під егідою Товариства вийшло десятки томів праць і збірок. В когорті діячів НТШ-К післявоєнного періоду Євген Вертипорох, Ярослав Пастернак, Ярослав Рудницький, Богдан Стебельський, Володимир Мацьків та десятки вчених молодшої генерації. Товариство має територіальні осередки НТШ в Едмонтоні, Оттаві, Монтреалі.

#### Голови Наукового товариства ім. Шевченка в Канаді
- Євген Вертипорох (1949—1973)
- Богдан Стебельський (1974—1994)
- Володимир Мацьків (1994—2000)
- Дарія Даревич (2000—2022)
- Марта Дичок (від 2022)

### Австралія
Упродовж чотирьох десятиліть організаційну та суспільну діяльність проводив ще один діаспорний центр НТШ на Австралійському континенті, де діяли осередки в Сіднеї, Мельборні, Канберрі, та Аделаїді. Враховуючи вичерпання наукових сил з середовищ повоєнної еміграції під сучасну пору тут діяльність НТШ здійснюється спільно з Асоціацією україністів Австралії, і зосереджується навколо університетів Мельбурна і Сіднею.
З 1955 р. діяльність діаспорних центрів НТШ координувалася Головною Радою НТШ, яка після приєднання до її діяльності головної краєвої структури Товариства в Україні перейменована у Світову Раду Наукових товариств ім. Шевченка. Її Генеральний секретаріат статутно перенесений назавжди в Україну.

### Російська Федерація
Наукове товариство імені Шевченка у Російській Федерації до початку Росією війни проти України у 2014 р. знаходилося в процесі формування. Перший осередок НТШ в РФ виник у 2003 р. на Кубані — як філія Донецького відділення НТШ. Дещо пізніше почалося формування осередку НТШ у Вороніжі. Великі перспективи для створення осередків НТШ мали міста-університетські та академічні центри Росії, зокрема, Москва та Санкт-Петербург. Ідею створення НТШ-Росія підтримував голова Наукового товариства ім. Шевченка в Україні, Генеральний Секретар Світової Ради НТШ Олег Миколайович Романів. Але Російсько-Українська війна 2014—.... рр. призупинила цей процес.

### Європа
Упродовж останніх п'ятдесяти років діаспорні крайові Центри НТШ достойно представляли у світі вільну українську науку, насамперед українознавство.

#### Голови Наукового товариства ім. Шевченка в Європі
- Зенон Кузеля (до 1952)
- Володимир Кубійович (1952—1985)
- Аркадій Жуковський (1985—1997, від 2000)
- Данило Гусар-Струк (1997—1999)
- Стефан Дуніковський (від 2011)

## Новітній етап діяльності

### Відродження в Україні (1989)
В період так зв. перебудови і з наближенням розвалу СРСР вчені Львова — 21 жовтня 1989 р. відновили діяльність НТШ в Україні, як суспільного сектора української науки.
Першим головою відновленого НТШ став Олег Миколайович Романів — професор, член-кореспондент НАН України, заслужений діяч науки і техніки України, відомий український учений у галузі механіки матеріалів, організатор науки, ініціатор відродження і довголітній Голова Наукового товариства ім. Шевченка (НТШ) в Україні, Генеральний Секретар Світової Ради НТШ.
Упродовж років нової Української незалежності НТШ перетворилося в загальноукраїнську суспільну академію з центром у Львові. Діяльність Товариства охоплює 6 наукових секцій та 35 комісій, Донецьке відділення НТШ, а також 15 територіальних осередків, переважно в обласних центрах України. У частково відзисканих будинках розташована адміністрація Товариства, бібліотека, сесійні приміщення, Дослідно-видавничий центр НТШ, що включає комп'ютерний осередок, друкарню та «Українську книгарню наукового Товариства ім. Шевченка». Найвагомішим здобутком відродженого Товариства є активна видавнича діяльність, вона включає випуск численних серійних видань, зокрема «Записок НТШ». Деякі територіальні осередки НТШ заснували свої серійні видання (Донецьке відділення, Черкаський осередок та ін.).

### Діяльність в Україні

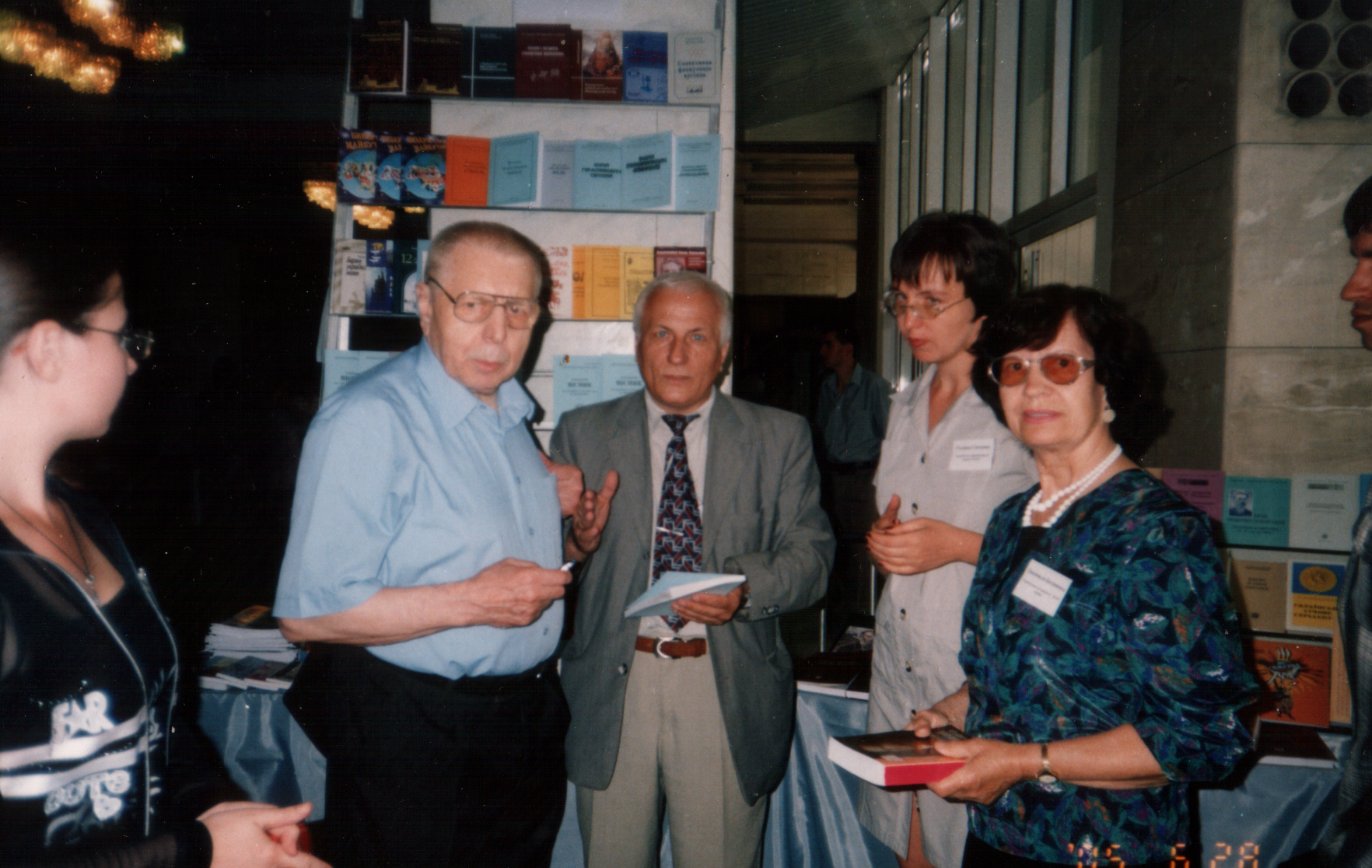
Голова НТШ Олег Романів на конгресі МАУ у Донецьку серед колег з Донецького відділення НТШ, 2006 р.

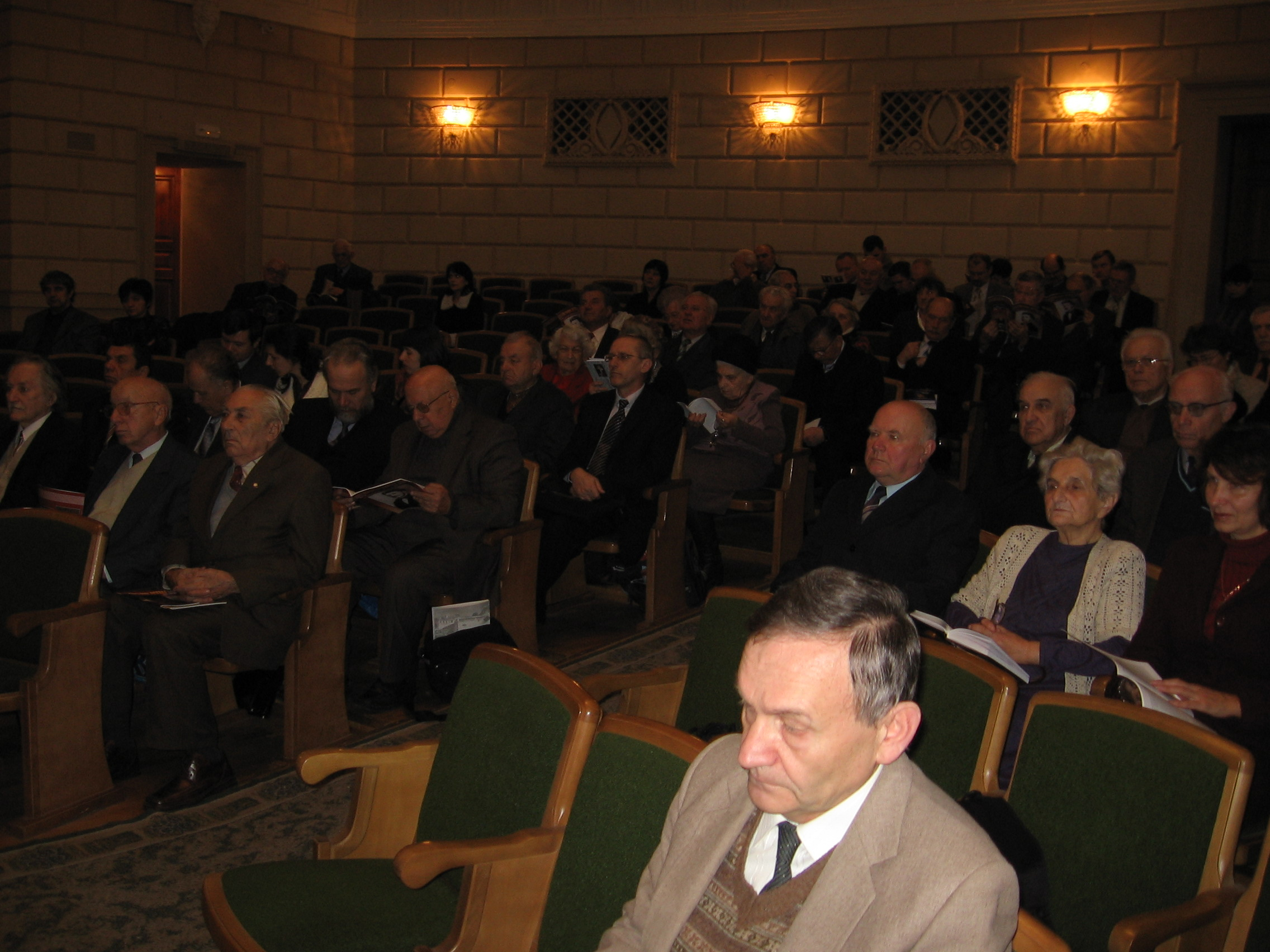
Річні збори НТШ України. 2007 р. Львів.

Поза всяким сумнівом, материкова Україна з її великими науковими ресурсами, з традиційним головним центром у Львові спроможна забезпечити найкращі умови для відродження й розвитку Наукового товариства ім. Шевченка. Під сучасну пору НТШ в Україні об'єднує понад 1400 вчених, які зосереджені в 6 секціях та 35 різнопрофільних комісіях, що надає Товариству універсальний академічний статус. Загальнодержавний характер Товариства забезпечує 15 територіальних Осередків НТШ, зокрема в Києві, Харкові, Черкасах, Сімферополі, Донецьку (Донецьке відділення НТШ), Луцьку, Ужгороді, Чернівцях, Івано-Франківську, Тернополі, Луганську. Науковою серцевиною Товариства є корпус дійсних членів НТШ, до якого на новому етапі діяльності Товариства (від 1989 р.) обрано 125 вчених. Основним науковим форумом Товариства є березнева Наукова сесія НТШ, тривалістю до одного місяця, в якій беруть участь до 500 науковців. З 1990 по 2010 р. вже відбулося 21 така наукова сесія. 
Товариство щорічно проводить також загальноукраїнські або міжнародні конференції, серед яких варто відзначити: Конференцію до 125-ліття М. Грушевського; Географічну міжнародну конференцію пам'яті В. Кубійовича; Конгрес до 125-ліття НТШ; Конференції, присвячені визвольним змаганням українців у Другій світовій війні, українсько-польським взаєминам та НТШ, конференцію присвячену 125-літтю М.Шаповалу. Крім українознавчих конференцій, проведено ряд форумів у різних ділянках стислих наук, зокрема з фізики, комп'ютерних наук, екології, матеріалознавства тощо. Найпродуктивнішою сферою праці НТШ в Україні є видавнича діяльність. Головним серійним виданням НТШ є «Записки НТШ». Під незмінною редакцією свого наукового секретаря Олега Купчинського відроджене Товариство видало 25 томів «Записок НТШ» з різних проблем українознавчої гуманістики. Започатковані 1892 р. «Записки НТШ» наближаються неухильно до свого великого видавничого ювілею, яким стане випуск 250 тому, цього найпрестижнішого за всі часи українознавчого серійного збірника, який вивів на шлях наукової вічності його довголітній редактор (1895—1913) Михайло Грушевський. 
Здобутки вчених у царині стислих наук публікуються в «Працях НТШ». Крім того, створено низку збірників окремих комісій, зокрема «Лікарський збірник» (11 томів), «Фізичний збірник» (5 томів), «Екологічний збірник» (4 томи). Вийшли також численні збірники, пов'язані з проведеними конференціями й конгресами. У серії «Українознавча бібліотека НТШ» друкуються монографії чільних вчених Товариства, а також праці з гостроактуальних проблем української історії та культури. Неперервний характер має також випуск нових праць у серіях «Визначні діячі НТШ» та «Мемуарна бібліотека НТШ». НТШ в Україні завершило перевидання 11-томної «Енциклопедії Українознавства» під редакцією В. Кубійовича. За дорученням Світової Ради НТШ по лінії її генерального секретаріату НТШ в Україні забезпечує випуск інформаційного щорічника «Хроніка НТШ» та журналу «Вісник НТШ». У видавничому доробку відродженого Товариства за роки незалежності більш як 500 власних видань і ще понад 300 — у співпраці з іншими установами України та діаспори. Один зі знакових проєктів: Енциклопедія „Наукове товариство ім. Шевченка“.

### Львівський центр

Меморіальна таблиця на будинку НТШ на вулиці Винниченка, 24 у Львові

Львівський центр НТШ має істотні здобутки у відбудові своєї матеріальної й виробничої бази.
У межах відзисканої частини приміщень у колишніх будинках НТШ розміщено конференційні зали та нову бібліотеку Товариства (40 тис. томів).
Створений при Товаристві Дослідно-видавничий центр НТШ (ДВЦ) включає:
- комп'ютерний осередок,
- дільницю оперативної поліграфії
- Книгарню НТШ.

Зберігаючи поліграфічну традицію, що сягає ще 1873 р., Товариство вводить до ладу власну повномасштабну друкарню та палітурню. На жаль, уся цілеспрямована державотворча наукова діяльність Товариства здійснюється без жодної державної бюджетної підтримки, суто за рахунок патріотичних спонсорів та діяльності виробничих підрозділів ДВЦ НТШ.
Видання:
- Вісник НТШ
- Записки НТШ
- Праці НТШ[4]

### Донецьке відділення НТШ[5][6].
ДОНЕЦЬКЕ ОБЛАСНЕ ВІДДІЛЕННЯ НАУКОВОГО ТОВАРИСТВА ІМ.ШЕВЧЕНКА / До 150-річчя Наукового товариства імені Шевченка в Україні / Укладачі: Білецький В. С., Ковбуз М. О. — Львів: НТШ, 2023. 70 с.

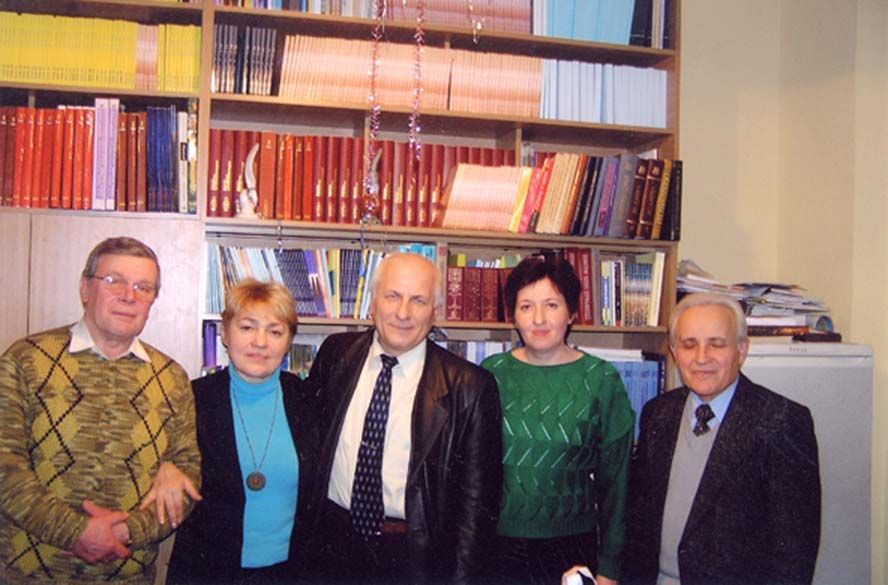
Рада Донецького відділення НТШ: Ігор Пасько (вчений секретар, дійсний член НТШ), Валентина Соболь (дійсний член НТШ), Володимир Білецький (голова, дійсний член НТШ), Віра Просалова (дійсний член НТШ), Василь Пірко (дійсний член НТШ)

Історія НТШ-Донецьк починає свій відлік з 24 травня 1997, коли відбулися Установчі збори відділення, на яких були присутні науковці донецьких вузів та Донецького відділення НАНУ. Головою Донецького відділення НТШ обрано д.т. н., проф. Донецького національного технічного університету Володимира Білецького, вченим секретарем — к.ф.н., професора, керівника Донецького відділення Центру гуманітарної освіти НАН України Ігоря Паська.
За період 1997—2015 рр. відділення виросло до 75 чол., увібравши в себе відомих вчених, провідних фахівців регіону з історії, філософії, мовознавства, літературознавства, хімії, медичних наук, гірництва. Дійсні члени НТШ: Білецький Володимир Стефанович (1998), Пасько Ігор Трохимович (2008), Пірко Василь Олексійович (2009), Опейда Йосип Олексійович (2010), Загнітко Анатолій Панасович (2011), Соболь Валентина Олександрівна (2015), Просалова Віра Андріївна (2015).
Специфікою утворення і роботи Донецького НТШ є те, що воно виникло і функціонує при тісній співпраці з базовою ресурсною дослідницько-видавничою громадською організацією «Український культурологічний центр» (УКЦентр).
У 2001 р. заснований «Донецький вісник Наукового товариства імені Шевченка». Це основне друковане періодичне видання Донецького відділення НТШ. За період 2001—2017 рр. вийшло друком 43 томів Вісника. Рубрики: політика, філософія, психологія, історія, мова, література, гірничі науки, техніка, хімія, медицина. ISSN 1728-9572.
У 2001 р. разом з Донецьким відділенням Центру гуманітарної освіти НАНУ та УКЦентром Донецька заснований збірник "Проблеми підручника середньої і вищої школи ". Друком вийшло 4 томи. ISSN 1810-4126.
У 2004 р. засновано «Хроніку Донецького НТШ». ISSN 1814—1617.
Суттєвими є результати дослідницько-видавничої роботи Донецького відділення. За період 1997—2014 рр. Донецьким відділенням НТШ самостійно і з організаторами-партнерами, насамперед Українським культурологічним центром підготовлено і видано близько 200 видань — книг і журналів, у тому числі понад 60 монографій, навчальних посібників, біобібліографічних видань. Серед цих видань особливе значення мають: В галузі гуманітарних наук: 1. Монографія І. Т. Паська та Я. І. Паська «Громадянське суспільство та національна ідея»(1999); 2. Посібник «Українська та зарубіжна культура» групи авторів(2001); Монографія В. Пірка «Заселення степової України в XVI—XVIII ст.» (1998). У галузі природничих наук: «Гірничий енциклопедичний словник», тт. І, ІІ та III (2001 р., 2002 р., 2004 р.). «Словник…» є основою української національної терміносистеми в гірничій галузі. На його базі з 2004 р. починає видаватися «Мала гірнича енциклопедія» (загальна кількість статей — 18000).
Головна мета організації — розвиток і координація на міжгалузевій основі наукових досліджень, які будуть сприяти збагаченню духовної та матеріальної культури українського народу, розбудові Української Держави.
Сайт НТШ-Донецьк працював у 2001—2008 рр. на майданчику порталу Донецької обласної універсальної наукової бібліотеки. 2002 року НТШ-Донецьк зареєстровано як регіональний «Аналітичний центр» на всеукраїнському сайті «Аналітичні центри України» http://www.intellect.org.ua.
З 2008 р. Донецьке відділення НТШ — партнер Всеукраїнської експертної мережі (Див. http://experts.in.ua/e_set/partners/index.php)
Адреса (до 2014 р.): вул. Артема, 45, Донецьк, Україна, 83086.
Видання Донецького відділення
За період від заснування у 1997 р. до 2017 р. Донецьке відділення НТШ самостійно і з організаціями-патрнерами випустило друком близько 300 друкованих одиниць (монографії, посібники і підручники для шкіл та ВУЗів, довідники, енциклопедичні видання).
Серійні і періодичні видання
1. Серія: «Біобібліографія вчених Донбасу»
- Вадим Володимирович Оліфіренко: Біобібліографічний покажчик / Укладач і редактор В. С. Білецький. — Донецьк: УКЦентр, НТШ-Донецьк, 1998. — 12 с. Видано спільно з Донецьким обласним Товариством української мови ім. Т.Шевченка
- Феня Дмитрівна Пустова: Біобібліографічний покажчик / Укладач: В.Оліфіренко. Редактор: В.Просалова. — Донецьк: Донецький державний університет, НТШ-Донецьк — 1998. — 12 с.
- Микола Семенович Федорчук: Біобібліографічний покажчик / Укладач: В.Оліфіренко. — Донецьк: Донецький державний університет, НТШ-Донецьк — 1999. — 12 с.
- Володимир Стефанович Білецький: Біобібліографічний покажчик / Укладачі і відповідальні редактори: В.Оліфіренко, Ю.Світлий. — Донецьк: НТШ-Донецьк, Донецький державний технічний університет, 2000. — 36 с., 2010. — 132 с.
- Анатолій Михайлович Федь. Біобібліографічний покажчик. — Донецьк: НТШ-Донецьк, 2005. — 12 с.
- Юрій Герасимович Світлий. Біобібліографічний покажчик. — Донецьк: НТШ-Донецьк, 2005. — 20 с.
- Валентина Олександрівна Соболь. Біобібліографічний покажчик. — Донецьк: НТШ-Донецьк, 2005. — 20 с.
- Василь Олексійович Пірко. Біобібліографічний покажчик. — Донецьк: НТШ-Донецьк, 2005, 2010. — 24 с. і 28 с.
- Лілія Іванівна Дмитриченко: біобібліогр. покажч. / Донецьке обласне відділення Наукового товариства імені Шевченка; [уклад.: Л. В. Проданова, А. М. Хімченко]. — Донецьк: Східний видавничий дім, 2013. — 100 с.

У 2004 р. засновано «Хроніку Донецького НТШ».
2. Хроніка Донецького відділення Наукового товариства Шевченка
Див. докладніше: Хроніка Донецького відділення Наукового товариства Шевченка.
«Хроніка…» включає матеріали, які описують діяльність Донецького відділення НТШ — дослідницьку, видавничу, презентаційну, організаційну та ін.
За період 2001–2012 рр. вийшло друком 2 томи «Хроніки Донецького відділення НТШ».
3. Донецький вісник НТШ (ISSN 1728-9572)
Див. докладніше: Донецький вісник Наукового товариства імені Шевченка
Вісник включає матеріали щорічної Березневої наукової сесії НТШ-Донецьк, а також тематичних конференцій Донецького відділення НТШ. Тематика статей охоплює як гуманітарні, так і точні науки.
Зокрема виходять серії: «Літературознавство», «Мовознавство», «Історія», «Філософія», «Хімія», «Технічні науки. Гірництво.»
За період 2001–2023 рр. вийшов друком 51 том «Вісника».
4. Проблеми сучасного підручника середньої і вищої школи (ISSN 1810-4126)
Див. докладніше: Проблеми підручника середньої і вищої школи
Проблеми сучасного підручника і посібника середньої і вищої школи (збірник наукових праць) готується до друку і випускається спільно з Донецьким відділенням Центру гуманітарної освіти НАНУ, Лабораторією підручників та посібників Українського культурологічного центру. Ред. колегія: В.Оліфіренко, В.Білецький, І.Пасько, В.Саранчук.
За період 2001–2011 рр. вийшло друком 4 числа збірника.
5.Аналітично-інформаційний журнал «СХІД» (ISSN 1728-9343)
Див. докладніше: Схід
Видається з 1995 р. Шеф-редактор В.Білецький, редактор Г.Тимофєєва. З листопада 1997 р. виходить за підтримки НТШ спільно з Українським культурологічним центром, Центром Гуманітарної освіти НАН України та Інститутом економіки промисловості НАНУ, з вересня 2005 р. — також спільно з Інститутом філософії НАНУ, Запорізьким національним університетом.
Журнал з 1997 р. внесений ВАК України до Переліку наукових фахових видань з філософських наук, Переліку фахових видань з економічних наук, а також внесений до Переліку фахових видань з історичних наук.
За період 1995–2017 рр. вийшло друком 152 числа журналу.
З 2014 року, з початком Російсько-Української війни на Донбасі, Донецьке відділення НТШ працює у розпорошенні. Майже всі члени ДонНТШ покинули регіон Донбасу. Попри вкрай несприятливі умови ініціативою громади продовжують видаватися: Донецький вісник Наукового товариства імені Шевченка та науковий журнал «Схід» .
ВІДЗНАКА ДОНЕЦЬКОГО ВІДДІЛЕННЯ НАУКОВОГО ТОВАРИСТВА ІМЕНІ ШЕВЧЕНКА
Історія Відзнаки Донецького відділення НТШ сягає 2011 року, коли у книзі «ПОСТАТІ» (нариси про видатних людей Донбасу), підготовленої і випущеної за грантом Донецької обласної адміністрації в рамках проекту «Культурне обличчя Донбасу» було оголошено, що :
- 1. Донецьке відділення Наукового Товариства імені Шевченка (НТШ) заснувало «Золоту медаль імені Є. П. Ковалевського», яка присуджується за значні досягнення вчених Донбасу в галузі природничих та інженерних наук. («Постаті», стор. 5)
- 2. Донецьке відділення Наукового товариства ім. Шевченка заснувало «Золоту медаль імені М. Ю. Шаповала», яка присуджується за значні досягнення в галузі гуманітарних наук та вченим-організаторам науки на Донбасі. («Постаті», стор. 55)

На жаль, все зростаюче напруження на Донбасі, яке вилилося в окупацію Донецька фактично з 2014 р., не дало змоги реалізувати плани про впровадження Відзнаки Донецького відділення НТШ ще в 2012-13 роки.
Питання актуалізувалося у зв᾽язку з 150-річчям НТШ (2023 рік) і ця ідея реалізована, хоча й в дещо зміненому контексті. З нагоди 150-річчя НТШ виготовлено дві пам᾽ятних медалі:
- ПАМ᾽ЯТНА МЕДАЛЬ «ЄВГРАФ КОВАЛЕВСЬКИЙ»
- ПАМ᾽ЯТНА МЕДАЛЬ «МИКИТА ШАПОВАЛ»

Автор ідеї — Володимир Білецький. Автор композиції пам᾽ятних медалей — Олександр Жолудь (нар. 6.05.1955 в м. Запоріжжя) — український художник, член Національної спілки художників України. Кераміст, скульптор. У 1983 р. був автором відзнаки «500 років з дня виходу в світ першої книги українського автора» (Юрія Дрогобича-Котермака).
Первинний наклад пам'ятних медалей — 30 шт.
|                                             |
| ПАМ᾽ЯТНА МЕДАЛЬ «ЄВГРАФ КОВАЛЕВСЬКИЙ» Аверс |

|                                        |
| ПАМ᾽ЯТНА МЕДАЛЬ «МИКИТА ШАПОВАЛ» Аверс |

|                        |
| ПАМ᾽ЯТНА МЕДАЛЬ Реверс |

|                                                     |
| Нагородний комплект. ПАМ᾽ЯТНА МЕДАЛЬ і ПОСВІДЧЕННЯ. |

### Осередок у Черкасах
Осер́едок НТШ у Черќасах — громадська організація, структурний підрозділ Наукового товариства ім. Шевченка в центральній Україні. Секції Черкаського осередку НТШ охоплюють багато наукових напрямків від історії до математики. Окрім наукової діяльності, черкаське відділення НТШ активно виступає за збереження та розвиток української мови у регіоні. На сьогоднішній день Осередок об'єднує більше ста членів.

## В третьому тисячолітті
Встановлення української державності, попри сучасний кризовий стан її інститутів та суспільства, а також успадкована від минулої тоталітарної системи інфраструктура науки (НАН України, університети, інші ВНЗ) суттєво впливають на зміну проблемних завдань та колишніх етаподних цілей Наукового товариства ім. Шевченка. Проте і сьогодні НТШ — це основана на власній методології громадська академія наук з розгалуженою системою освячених більш як віковою традицією наукових видань з проблем гуманітарних та стислих наук та штатною інфраструктурою для забезпечення творчого процесу (бібліотека, архіви, конференцзали, комп'ютерний осередок, друкарня, книгарня, оргтехніка). Відповідно до засад свого статуту, сформованих більш як сто років тому, НТШ спрямовує науковий потенціал вчених на відродження та модерне становлення Української нації та її Державності та вирішення глобальної проблеми знеросійщення України. В ділянці українознавства як пріоритетного наукового напрямку діяльність Товариства спрямована на збереження історичної пам'яті та етнокультурних вартостей українства, проведення досліджень української мови, літератури інших культурних надбань українського народу, розбудову широкого спектра суспільних наук. Не вступаючи в конкуренцію з іншими інституціями науки в Україні (офіційною академією наук, університетами), але констатуючи їх переважну націотворчу інфантильність НТШ бачить себе в ролі каталізатора націо- та державотворчих змін в українській науці та суспільстві. Наукові товариства ім. Шевченка поза Україною, як і в минулому, залишаються духовними об'єднавчими центрами української діаспори. Разом з тим, за сучасних умов становлення Української держави вони стають амбасадорами українознавства в Західному світі, зв'язковими ланками з його університетськими середовищами, зацікавленими проблемами нової європейської держави України, її історією, культурою, економікою, політикою. Організаційний зв'язок НТШ в Україні та діаспорі — запорука спільної успішної дії та впливу на розвиток і процвітання світового українства.

### Концепції розвитку

#### Концепція НТШ-Львів
- Відрізняється традиціоналізмом, основні пріоритети — гуманітарні науки, монографічні видання, участь у енциклопедичних виданнях загальнонаціонального рівня (зокрема проєкт ЕСУ).
- Носії видань: друк майже суто паперових видань (книги, журнали, вісники, хроніки тощо).
- Періодичні видання: продовження традиційних для НТШ періодичних і серійних видань.
- Навчальні видання — майже відсутні.
- У організаційному плані — переважна розбудова НТШ-Львів з осередками по всій Україні, які керуються зі Львова.
- У формуванні керівництва — опора на НТШ-Львів.
- У формуванні інституту Дійсних членів НТШ — опора на НТШ-Львів.

#### Концепція НТШ-Донецьк
- Відрізняється активним залученням сучасних технологій в науці, основні пріоритети — технічні та гуманітарні науки, підручники, посібники, монографії, участь у загальнонаціональному проєкті «Гірнича енциклопедія».
- Носії видань: паралельний друк паперових та електронних видань доступних у Інтернеті (книги, журнали, вісники, хроніки тощо).
- Нові періодичні фахові видання — за списком МОН України. Започаткування нових серійних видань: «Донецького вісника НТШ», «Хроніки Донецького НТШ» тощо.
- Навчальні видання з гіманітарних та точних наук — переважно з у співпраці з вишами.
- У організаційному плані — створення потужних Відділень НТШ у основних центрах: Києві (НТШ-Київ має особливу вагу), Харкові, Львові, Донецьку, Сімферополі, Одесі, Дніпрі, які мають свою мережу осередків.
- У формуванні керівництва — опора на відділення НТШ.
- У формуванні інституту Дійсних членів НТШ — опора на відділення НТШ по всій Україні, принцип рівномірності розподілу Дійсних членів по території України, що повинно інтенсифікувати розбудову НТШ в Центрі, на Сході і Півдні.

## Голови

### Голови Наукового товариства ім. Шевченка в Україні
- Корнило Сушкевич (1873—1885)
- Сидір Громницький (1885—1887, 1889—1891)
- Дем'ян Гладилович (1887—1889, 1891—1892)
- Юліан Целевич (1892—1893)
- Олександр Барвінський (1893—1897)
- Михайло Грушевський (1897—1913)
- Степан Томашівський (1913—1918)
- Василь Щурат (1919—1923)
- Кирило Студинський (1923—1932)
- Володимир Левицький (1932—1935)
- Іван Раковський (1935—1940)
- Олег Романів (1989—2005)
- Олег Купчинський (2005—2014)
- Роман Кушнір (від 2014)

### Голови Наукового товариства ім. Шевченка в США
- Микола Чубатий (1947—1952)
- Роман Смаль-Стоцький (1952—1969)
- Матвій Стахів (1969—1974)
- Осип Андрушків (1974—1977)
- Ярослав Падох (1977—1990)
- Леонід Рудницький (1990—2000)
- Лариса Онишкевич-Залеська (2000—2006)
- Орест Попович (2006—2012)
- Григорій Грабович (з травня 2012)

### Голови Наукового товариства ім. Шевченка в Канаді
- Євген Вертипорох (1949—1973)
- Богдан Стебельський (1974—1994)
- Володимир Мацьків (1994—2000)
- Дарія Даревич (2000—2023)
- Марта Дичок (від 2023)

### Голови Наукового товариства ім. Шевченка в Європі
- Зенон Кузеля (до 1952)
- Володимир Кубійович (1952—1985)
- Аркадій Жуковський (1985—1997, від 2000)
- Данило Гусар-Струк (1997—1999)
- Стефан Дуніковський (від 2011)

### Голови Наукового товариства ім. Шевченка в Австралії
- Євген Пеленський
- Іван Рибчин
- Матвій Ващишин
- Теодосій Ляхович
- Павло Шулежко
- Ігор Гордіїв
- Іван Прашко
- Роман Микитович
- Марко Павлишин

## Члени
Див. Категорія:Діячі НТШ